# Przewalski-Pferd
Das Przewalski-Pferd (Equus przewalskii, [pʃəˈvalski]), auch Tachi, Asiatisches Wildpferd oder Mongolisches Wildpferd genannt, ist eine Art aus der Gattung der Pferde. Benannt ist es nach dem russischen Expeditionsreisenden Nikolai Michailowitsch Przewalski, der 1878 von einer seiner Expeditionen nach Zentralasien Haut und Schädel der in der westlichen Welt weitgehend unbekannten Pferdeart nach Sankt Petersburg mitbrachte. Wissenschaftlich eingeführt wurde sie dann drei Jahre später. Als besondere Kennzeichen der Tiere können der kompakte Körperbau, die relativ dunkle Fellfärbung, die Stehmähne und die Ausbildung von langen Haaren nur in der unteren Hälfte des Schwanzes genannt werden. Darüber hinaus tritt häufig ein Aalstrich und gelegentlich eine Beinstreifung auf.
Zum Zeitpunkt seiner wissenschaftlichen Benennung war das Przewalski-Pferd bereits sehr selten. Kurz nach Ende des Zweiten Weltkrieges gab es nur rund 30 Individuen in menschlicher Obhut, lediglich im Prager Zoo und im Tierpark Hellabrunn in München kamen noch Fohlen der Art zur Welt. Das letzte freilebende Exemplar wurde 1969 gesichtet. Durch engagierte Zuchtprogramme konnte das Überleben des Przewalski-Pferdes jedoch bis heute gesichert werden. Die Koordination der Züchtungen wurde durch die Etablierung eines Zuchtbuches im Jahr 1959 verbessert. Es wird vom Zoo in Prag geführt, das EEP-Zuchtbuch betreut der Zoo zu Köln.
In mehreren Initiativen wird versucht, das Przewalski-Pferd erneut in der freien Wildbahn zu etablieren, wodurch die Art wieder in einigen wenigen Naturschutzgebieten in der Mongolei anzutreffen ist. Hinzu kommen einzelne, weltweit verteilte Reservate mit halbwild gehaltenen Beständen. Die Tiere sind herdenbildend und treten in Familienverbänden auf, die von einem Hengst geleitet werden und sich aus Stuten und deren Fohlen zusammensetzen. Daneben gibt es noch reine Junggesellengruppen. Die Herden durchstreifen große Aktionsräume in offenen Landschaften. Die Nahrung setzt sich vor allem aus Gräsern zusammen. Das Fressen nimmt einen Großteil der Tageszeit in Anspruch und findet zumeist morgens und abends statt. Der Nachwuchs wird überwiegend im Frühjahr geboren und intensiv betreut. In seinem gesamten Verhaltensrepertoire zeigt das Przewalski-Pferd starke Ähnlichkeiten zum Hauspferd.
Ausweislich genetischer und anatomischer Befunde sind beide Formen, das Przewalski-Pferd und das Hauspferd, eng miteinander verwandt. Teilweise galt das Przewalski-Pferd daher auch als Unterart des Hauspferdes oder des „Wildpferdes“. Aus taxonomischer Sicht wird es heute vielfach als eigenständige Art eingestuft, wofür ebenfalls verschiedene Merkmale sprechen. Allgemein sah man das Przewalski-Pferd als den letzten überlebenden Vertreter der eurasischen wildlebenden Pferde und als deren östlichste Variante an. Eine genetische Studie aus dem Jahr 2018 erbrachte indes, dass es sich höchstwahrscheinlich um verwilderte Abkömmlinge einer in der Zeit der Botai-Kultur vor rund 5500 bis 5000 Jahren domestizierten Pferdegruppe handelt. Die Ansicht, dass diese Pferde domestiziert waren, wird aber nicht uneingeschränkt geteilt.

## Merkmale

### Habitus

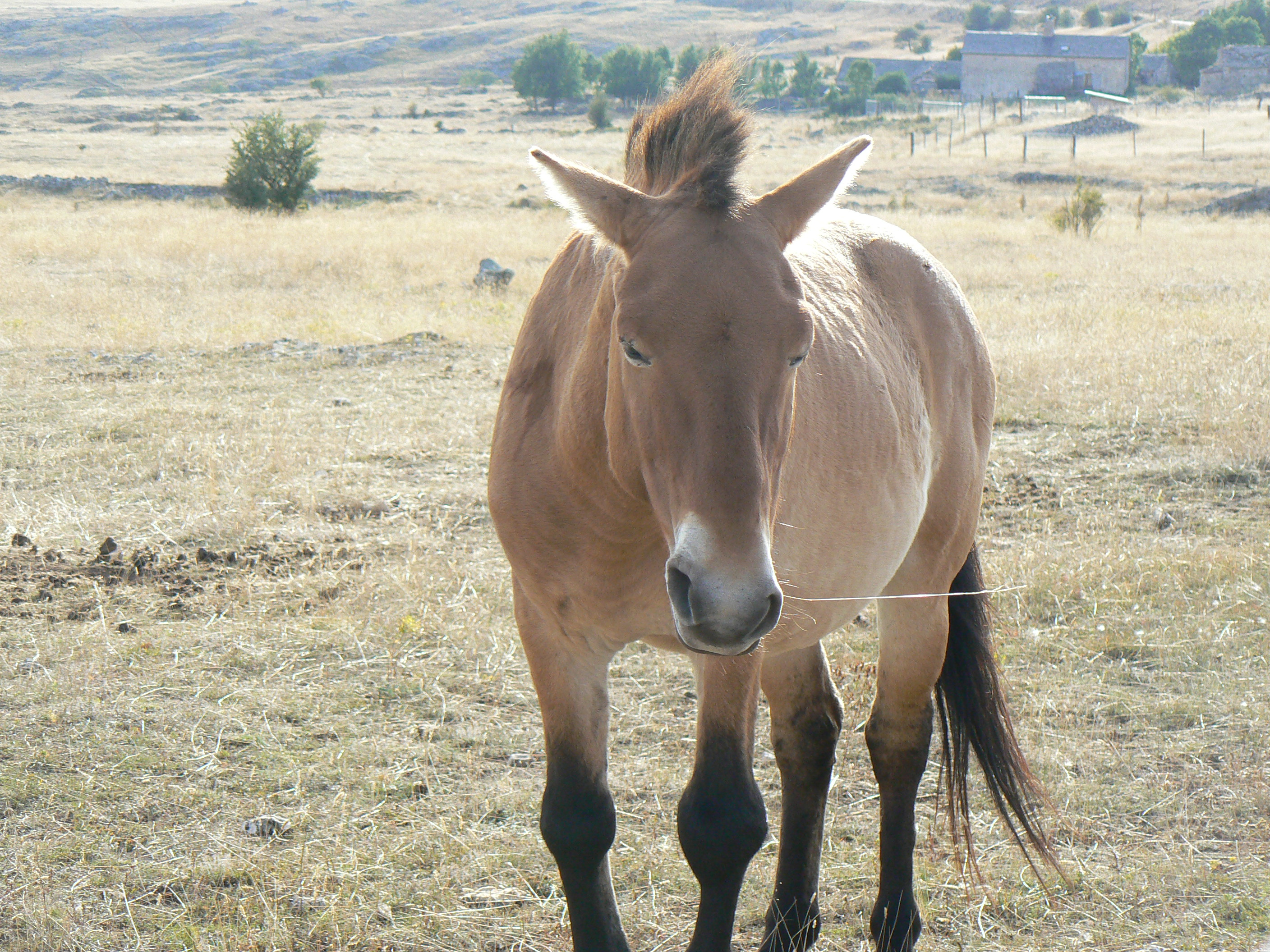
Eine kurze Stehmähne ist für das Przewalski-Pferd charakteristisch

Das äußere Erscheinungsbild des ursprünglichen Przewalski-Pferdes kann nach originalen Beschreibungen erlegter Individuen und den Geburten der ersten Generation importierter Wildfänge des beginnenden 20. Jahrhunderts dargelegt werden. Demnach hat das Przewalski-Pferd eine Kopf-Rumpf-Länge von 220 bis 280 cm – hinzu kommt ein Schwanz von 99 bis 110 cm Länge (mit Haar; ohne Haar: 38 bis 60 cm) – und eine Widerristhöhe zwischen 134 und 146 cm. Das Gewicht variiert von 200 bis 300 kg. Hengste sind mit einer Widerristhöhe von 138 bis 146 cm etwas größer als die Stuten, die 134 bis 140 cm messen. Bezogen auf das Gewicht werden Hengste zwischen 260 und 297 kg schwer, Stuten zwischen 244 und 280 kg. Die Tiere entsprechen damit in ihrer Körpermasse einem kleinen bis mittleren Hauspferd (Equus caballus). Der Körperbau erweckt aufgrund des breiten Rumpfes einen gedrungenen Eindruck. Der Hals ist kurz und dick, der Widerrist hebt sich nicht prominent empor. Der Rücken bildet eine gerade Linie, die Kruppe ist sanft gerundet und nicht gespalten. Die Beine zeigen sich vergleichsweise kurz und kräftig. Der Kopf wirkt im Verhältnis zum Körper groß, vor allem verglichen mit der Schulterhöhe, und ist kastenförmig gestreckt. Im Profil ist die Stirnlinie gerade bis leicht gewölbt, die Unterseite verläuft gerade. Das Rostrum ist kurz und hoch. Dadurch treffen sich die obere und untere Profillinie beim Przewalski-Pferd in einem Winkel von 16° bis 18,5° (bei Jungtieren bis 21°). Im Unterschied zum Hauspferd ist der Winkel somit schärfer ausgeprägt, bei letzterem beträgt er 25° bis 32°. Die Oberlippe ragt etwas über die Unterlippe, die Nüstern sind dunkel eingefasst. Die Ohrenränder zeigen sich innen und außen schwarz gesäumt, die Ohrlänge beträgt rund 14 cm.

### Fellfarbe, Haarkleid und Abzeichen

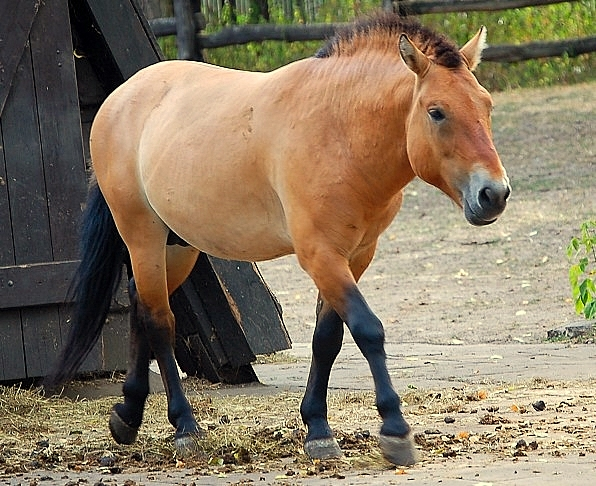
Przewalski-Pferd mit rötlicher gefärbtem Fell

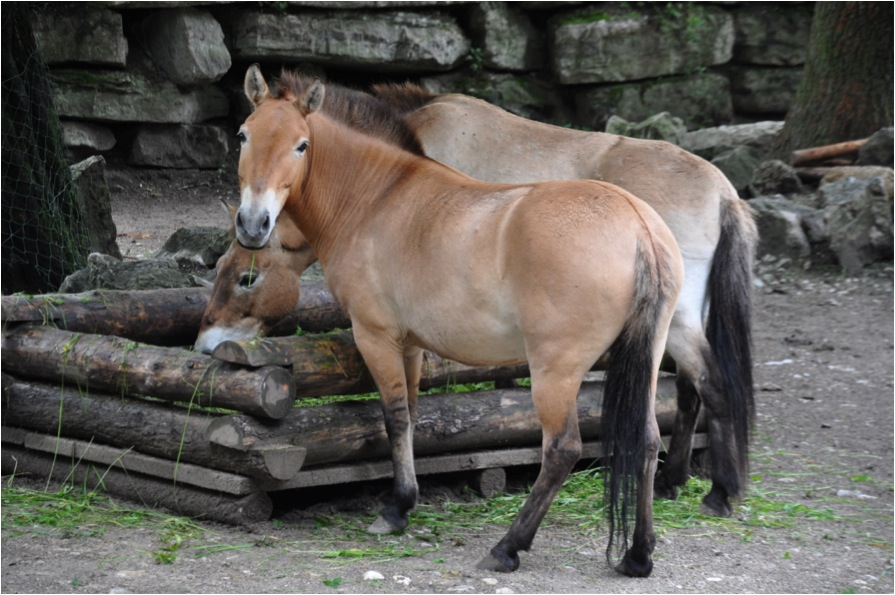
Przewalski-Pferd mit deutlich erkennbaren Streifen an Schultern und Beinen im Zoo Salzburg

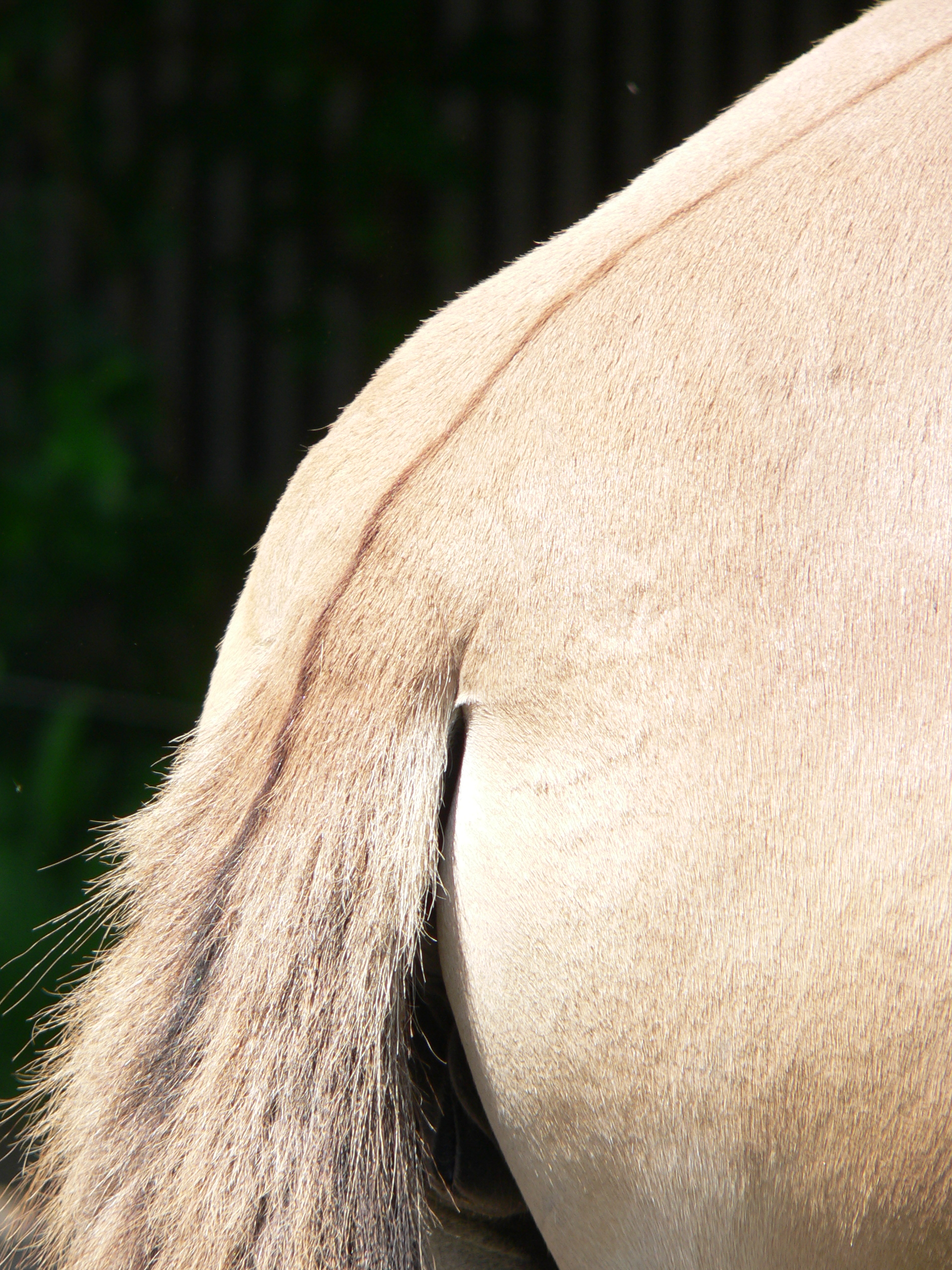
Obere Schwanzrübe des Przewalski-Pferdes mit den charakteristischen kurzen Haaren und dem Aalstrich

Generell sind der Rücken und die Seiten dunkler gefärbt als die Unterseite. Teilweise zieht die helle Bauchfärbung bis vor die Vorderbeine und bewirkt in Verbindung mit den dunkleren Seiten eine Art Sattelzeichnung oder deutlich M-förmig geschwungene Markierung. Die Rückenfärbung besitzt gemäß den Wildfängen aus dem Beginn des 20. Jahrhunderts eine gewisse Variabilität. Neben solchen mit einer graugelben oder isabellfarbenen Felltönung waren auch einige rotbraune Exemplare darunter, die aber isabellfarbene bis weiße Beine sowie einen ebensolchen Unterleib hatten. Teilweise führten die unterschiedlichen Farbvarianten zur Aufstellung mehrerer Unterarten. Fotografien aus dem Jahre 1954, die von wildlebenden Pferdeherden in der Mongolei gemacht wurden, zeigen aber solch unterschiedlich gefärbte Individuen innerhalb einer Herde auf, so dass dies als ein Beleg für die normale Variabilität des Przewalski-Pferdes aufgefasst werden kann. Des Weiteren ist ein dunkler Aalstrich auf dem Rücken typisch, dessen Breite und Farbintensität individuell und mit dem Lebensalter variiert. Er tritt deutlicher bei ausgewachsenen Individuen zu Tage. Daneben kommt außerdem ein sogenanntes Schulterkreuz vor. Dieses beginnt meist etwas vor dem Mähnenende am Vorderteil des Widerristes und zieht sich schräg nach vorn.
Nacken und Kopf sind allgemein dunkler gefärbt als der Körper, was bei der dunkleren Farbvariante des Przewalski-Pferdes aber nicht so deutlich erscheint wie bei der helleren. Ebenso weisen die Hinterseiten der Beine eine dunkle Farbgebung auf. Gelegentlich finden sich hier auch Beinstreifen, die häufiger an den Vorder- als an den Hinterläufen ausgebildet sind. Diese quer verlaufenden, braunen oder schwarzbraunen Zeichnungen bilden eine Abfolge von drei bis zehn Binden je Bein. Wie bei den Hauspferden sind beim Przewalski-Pferd an den Innenseiten der Beine Kastanien ausgebildet, die an den Vorderläufen über den Handgelenken und an den Hinterläufen unter den Sprunggelenken sitzen.
Die harschen Klimabedingungen führen zu einem Fellwechsel von der warmen zur kalten Jahreszeit. Das Sommerfell des Przewalski-Pferdes ist kurz und glatt. Das lange und wollige Winterfell wirkt dagegen struppig. Die Grannenhaare des Winterfells können eine Länge von 5 bis 7, die Wollhaare eine Länge von 2,5 bis 3,5 cm aufweisen. Häufig bilden die Pferde dann einen kräftigen Kehl- und Backenbart und gelegentlich sogar eine Brustmähne auf. Das Winterfell verwischt teilweise einige Abzeichen wie den Aalstrich.
In der heutigen Erhaltungszucht herrscht ein verdunkelter Isabelltyp vor, der außerdem ein so genanntes Mehlmaul aufweist. Als Mehlmaul wird dabei die deutlich hellere Färbung der Schnauzenregion bezeichnet. Nach wie vor treten aber auch dunkelbraune oder rötlichfarbene Individuen auf sowie Individuen, bei denen dieses Mehlmaul fehlt. Ein Mehlmaul ist typisch für wild- oder halbwildlebende Hauspferde.

### Mähne und Schwanz
Mähne und Schwanzhaar sind dunkelbraun bis schwarz. Anders als das Hauspferd wechselt das Przewalski-Pferd normalerweise einmal jährlich das Mähnenhaar und das Haar am oberen Ende der Schwanzrübe. Die Form der Mähne schwankt deswegen abhängig von der Jahreszeit und der körperlichen Verfassung des Tieres. Körperlich fitte Individuen weisen im Hochsommer in der Regel eine kurze Stehmähne auf, die häufig von einer hellen Haarhülse umgeben ist. Im Profil betrachtet endet die Mähne in Höhe der Ohren, die Tiere weisen häufig keinen Stirnschopf auf. Kurz bevor das vorjährige Haar gewechselt wird, fallen einige der vorderen Mähnenhaare in die Stirn und häufig kippen die nun deutlich längeren Mähnenhaare auch zur Seite. Individuen, bei denen aufgrund körperlicher Einschränkungen oder Stress der Haarwechsel ausbleibt oder sich verzögert, weisen sehr häufig Kippmähnen und Stirnschopf auf. Dies ist auch bei einzeln gehaltenen Individuen zu beobachten, bei denen dadurch die gegenseitige Haar- und Fellpflege fehlt, die den Haarwechsel unterstützt.
Beim Przewalski-Pferd wachsen lange schwarze Schwanzhaare nur an der unteren Schwanzrübenhälfte. Dies unterscheidet sie vom Hauspferd, wo ab der Schwanzwurzel lange, harte Schwanzhaare auftreten. Auf der oberen Schwanzrübenhälfte sind beim Przewalski-Pferd zu beiden Seiten etwa fingerlange Haare ausgebildet. In der Mitte verläuft als Fortsetzung des Aalstrichs ein kurzhaariger Strich.

### Schädel- und Gebissmerkmale

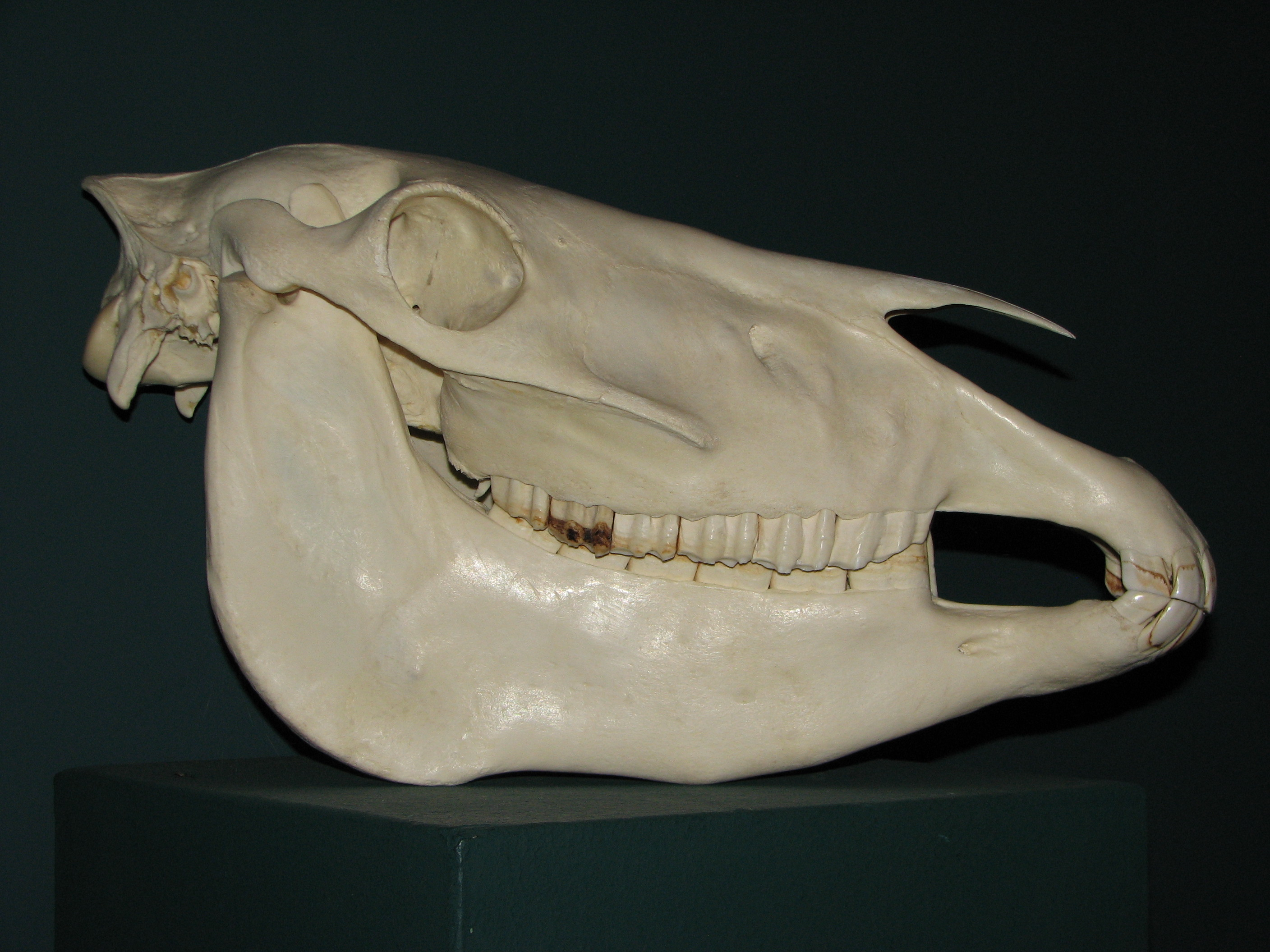
Schädel des Przewalski-Pferdes

Der Schädel wird 47,1 bis 48,9 cm lang. Im Schädelbau treten einzelne Merkmale auf, die das Przewalski-Pferd vom Hauspferd unterscheiden. Bei ersterem ist die Orbita eher oval geformt und somit oben und unten etwas gepresst, bei letzteren hingegen rundlich. Der vordere Rand des Augenfensters zeigt sich prominenter. Außerdem ist beim Przewalski-Pferd der Naseninnenraum höher als beim Hauspferd und reicht weiter nach hinten. Er endet etwa hinter dem zweiten Prämolar, beim Hauspferd ungefähr auf dessen Mittelachse. Gleiches gilt für den Gaumen, der beim Przewalski-Pferd bis hinter den dritten Molaren reicht, beim Hauspferd bis zum Übergang vom zweiten zum dritten. Am Unterkiefer zeigt sich der horizontale Knochenkörper beim Przewalski-Pferd massiver, der aufsteigende Ast ist kürzer und stärker vertikal orientiert als im Vergleich beim Hauspferd. Das Gebiss stimmt weitgehend mit dem der anderen Pferde überein. Es ist nur wenig reduziert, die Zahnformel lautet: {\displaystyle {\frac {3.0-1.3-4.3}{3.0-1.3-4.3}}}. Dadurch sind 36 bis 44 Zähne ausgebildet. Zwischen dem vorderen und dem hinteren Gebiss besteht ein ausgedehntes Diastema, das im Unterkiefer zwischen 6,8 und 8,3 cm Länge erreicht. Der vorderste Prämolar, der Wolfszahn, ist, wenn ausgebildet, eher klein, die restlichen Prämolaren ähneln den Molaren. Alle Backenzähne sind hochkronig (hypsodont) und mit einem komplexen Zahnschmelzmuster auf der Kauoberfläche ausgestattet. Die obere Zahnreihe wird 18 bis 19 cm lang, wovon die Vormahlzähne rund 10, die Mahlzähne etwas mehr als 8 cm beanspruchen.

## Verbreitung und Lebensraum

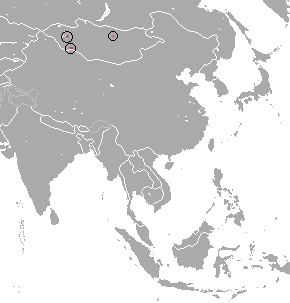
Heutige Verbreitung seit der Wiederansiedlung

Das Przewalski-Pferd besiedelte einst als östlichste Form der „Wildpferde“ einen größeren Teil der eurasischen Steppenlandschaften. Das genaue Verbreitungsgebiet in historischer Zeit ist unbekannt. Gegen Ende des 19. Jahrhunderts kamen die Tiere vermutlich nur noch in der Dsungarei vor. Angaben über Fang- und Sichtungsorte aus dieser Zeit lassen sich einer Region zuordnen, die von 85 bis 95° O und 44 bis 50° N reichte. Zwischen den Jahren 1903 und 1947, als das letzte Mal ein Przewalski-Pferd gefangen werden konnte, wurden keine Berichte über die Sichtung von wildlebenden Pferden publiziert. Erst in den 1950er und 1960er Jahren gab es wieder vereinzelte Sichtungsmeldungen. Die letzte Beobachtung auf chinesischem Gebiet war in den späten 50er Jahren. Im Jahr 1969 wurden wildlebende Individuen von einer durch das biologische Institut der Akademie der Wissenschaften der Mongolei organisierten Expedition dokumentiert, was gleichzeitig die bislang letzte Beobachtung ist. Alle Sichtungen dieser späten Zeit erstrecken sich über eine Region vom Bajtag-Bogdo im Westen bis zum Tachin-Schara-Nuru im Osten. Das Beobachtungsgebiet umfasst somit 93 bis 94° O und 45 bis 46° N.

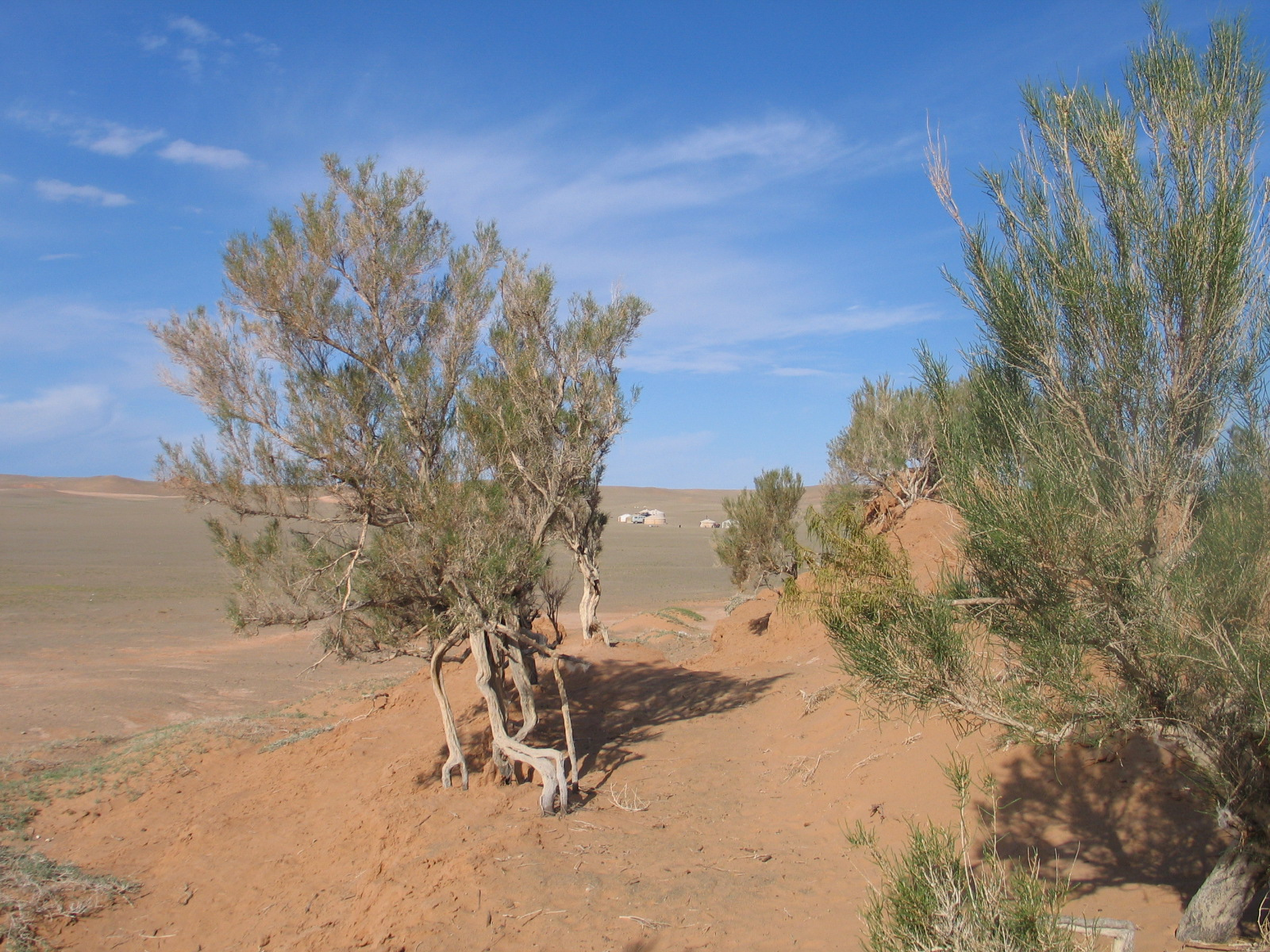
Saxaul ist eine der Leitpflanzen des Lebensraums des Przewalski-Pferdes

Bei den Gebieten, aus denen die letzten Meldungen über das Przewalski-Pferd stammen, handelt es sich um windexponierte Hochebenen der Gobi mit Höhenlagen um 1000 bis 1400 m. Die Vegetation kann lokal recht dicht sein und besteht dann überwiegend aus hochwachsendem Saxaul (Haloxylon ammodendron). Daneben kommen unter anderem auch der Europäische Queller (Salicornia europaea), die mit dem Wermut verwandte Form Artemisia incana, die Grasarten Lasiagrostis splendens und Stipa orientalis sowie die Krautarten Tulipa uniflora und Rheum nanum vor. In anderen Bereichen dagegen findet sich nur eine dünne Pflanzendecke aus verschiedenen Salzkräutern. Die Tagestemperaturen unterliegen Schwankungen bis zu 25 Grad, da auch im Sommer die Nächte sehr kalt sind. Der Januar ist der kälteste Monat mit Durchschnittstemperaturen von −15 bis −18 °C. In den Sommermonaten kann die Lufttemperatur bis zu 40 °C betragen. Die wenigen Niederschläge fallen überwiegend in den Sommermonaten und übersteigen selten 400 mm pro Jahr. Zu den Säugetieren, die im Lebensraum des Przewalski-Pferdes gleichfalls heimisch sind, zählen unter anderem der Dschiggetai (Mongolischer Halbesel), verschiedene Antilopen- und Gazellenarten wie die Saiga, die Mongolische Gazelle und die Mongolische Kropfgazelle sowie der Wolf.
Es ist momentan ungeklärt, ob es sich bei den Gebieten der letzten Sichtungen um ein bevorzugtes Habitat des Przewalski-Pferdes handelt oder ob es ein randliches Refugium bildet, in das die Tiere aufgrund jahrtausendelanger Konkurrenz mit den nomadisch lebenden Viehzüchtern Zentral- und Nordasiens abgedrängt worden waren. Eine vertretene Position meint, dass das Przewalski-Pferd aufgrund seiner östlichen Verbreitung an eher trockene Landschaften angepasst war. Ihr steht die Meinung gegenüber, dass die Tiere, wie andere caballine Pferde auch, eher mittelfeuchte Graslandgebiete bevorzugten. Zumindest die modernen Wildbestände entwickeln sich in feuchteren Landschaften besser, die neben einer dichteren Vegetationsdecke auch näher gelegene Wasserressourcen bieten.

## Lebensweise

### Territorialverhalten

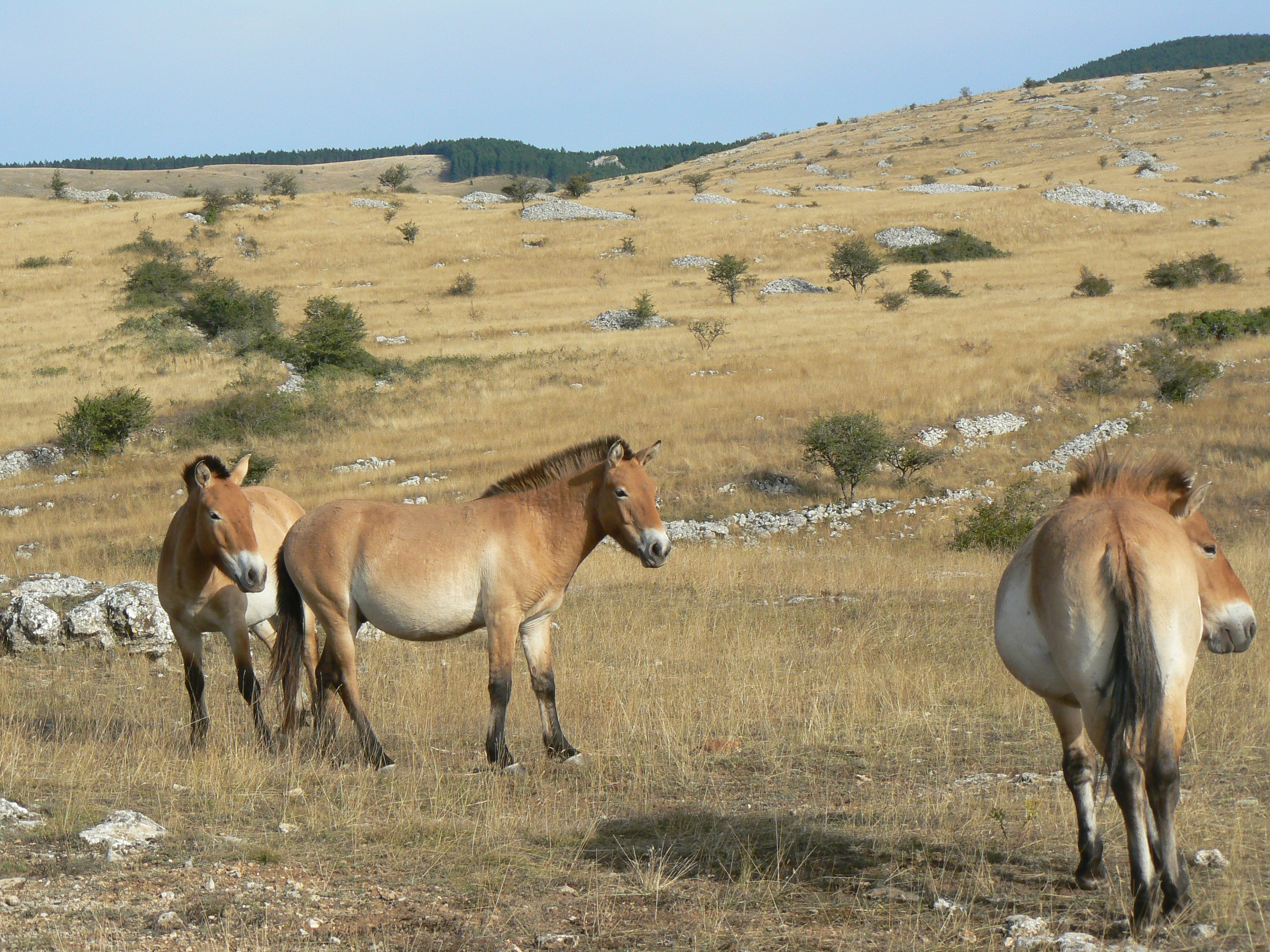
Gruppe des Przewalski-Pferdes

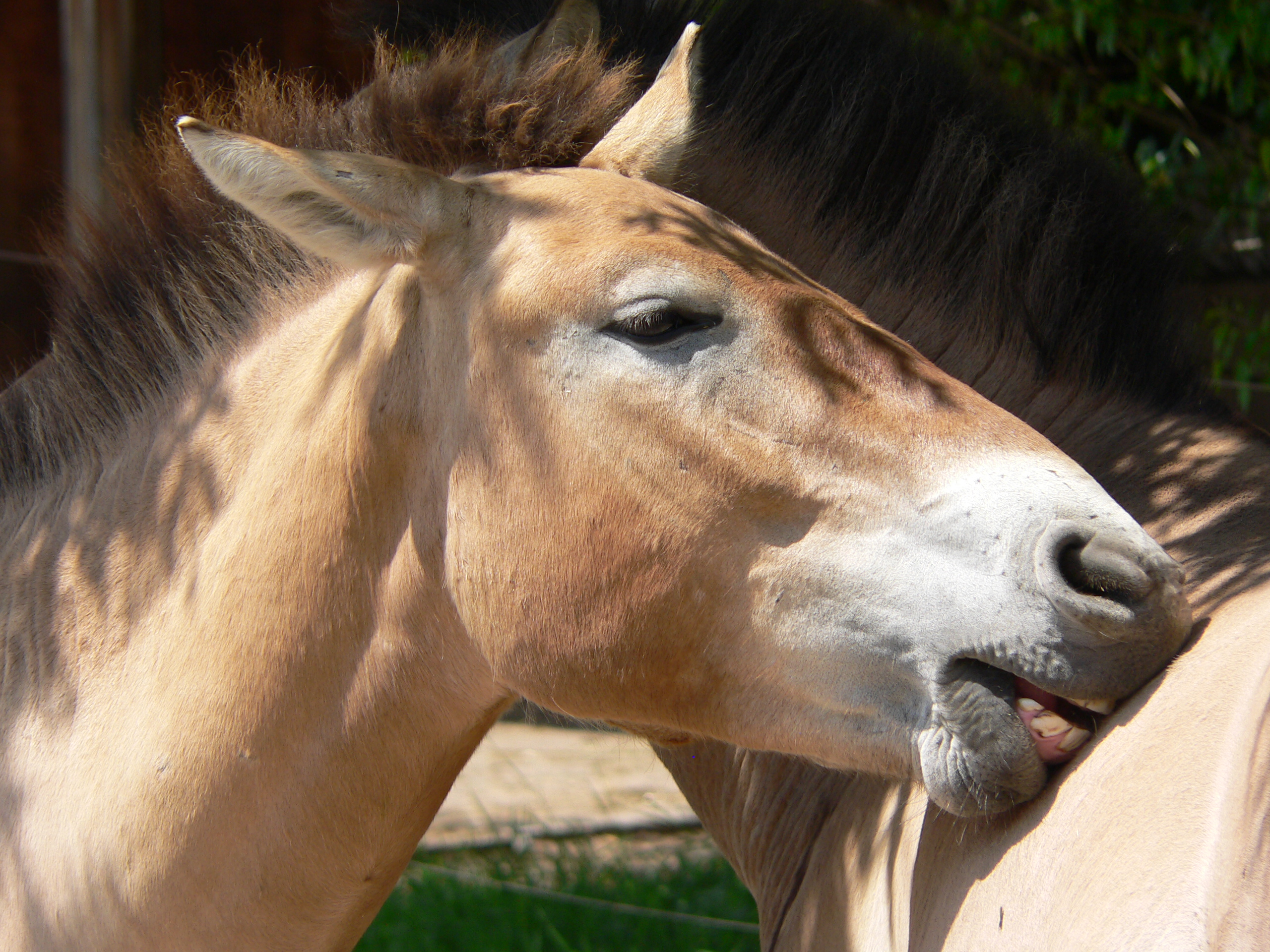
Gegenseitige Fellpflege

Das Sozialleben des Przewalski-Pferdes wurde an den ursprünglich freilebenden Beständen nur ungenügend untersucht. Einzelne Hinweise stammen von verschiedenen Expeditionsberichten, wie dem der Gebrüder Grum-Grischimailo aus dem Jahre 1896 sowie vom Erstbeschreiber der Art Iwan Semjonowitsch Poljakow aus dem Jahr 1881. Die meisten Informationen wurden jedoch an heutigen Tieren gewonnen, die seit mehreren Generationen in menschlicher Gefangenschaft leben. Das Verhaltensrepertoire des Przewalski-Pferdes gleicht grundsätzlich dem des Hauspferdes, aufgrund weitgehend fehlender Vergleiche mit natürlichen Populationen ist aber unklar, ob dies auf die enge Verwandtschaft beider Pferdevertreter zurückgeht, oder ob dies aus den Haltungsbedingungen in Gefangenschaft resultiert.
Das Sozialgefüge besteht beim Przewalski-Pferd aus verschiedenen Gruppenbildungen. Nach Beobachtungen im Großen Gobi-B-Schutzgebiet in der Mongolei leben gut 92 % aller Tiere in größeren Gruppenverbänden, nur 3 % der Tiere werden einzeln gesichtet, der Rest verteilt sich auf kleinere Individuenansammlungen. Weibliche Tiere leben mit ihren Nachkommen in Familienverbänden, die jeweils von einem einzelnen Hengst angeführt werden. Diese Harems genannten Zusammenschlüsse umfassen 4 bis 23 Individuen. Im Großen Gobi-B-Schutzgebiet setzten sie sich jeweils aus einem Hengst, fünf bis sechs Stuten und drei bis neun Fohlen zusammen. In der Regel sind die Gruppen sehr stabil, lediglich die fortpflanzungsfähigen Jungtiere unabhängig vom Geschlecht verlassen ihre ursprüngliche Gruppe. Die Harems durchstreifen große Aktionsräume, deren Ränder sich häufig mit denen anderer Gruppen überschneiden. Die Ausdehnung dieser Schweifgebiete reicht im Großen Gobi-B-Schutzgebiet von 152 bis 826 km², sie sind im Sommer größer als im Winter. Teilweise nutzen die Verbände des Przewalski-Pferdes die gleichen Areale wie der Dschiggetai, die Gruppen des Asiatischen Esels bewegen sich aber über eine zehnmal so große Fläche. Weniger Platz beanspruchen die Aktionsräume im Nationalpark Chustain Nuruu, sie betragen dort zwischen 1,3 und 23 km². Die Ränder überlappen sich nur wenig mit den Gebieten anderer Gruppen. Hengste, die keine eigenen Harems leiten, leben in Junggesellengruppen mit häufig linearer Hierarchie. Die Zusammensetzung der Hengstgruppen verändert sich kontinuierlich über die Zeit. Die männlichen Tiere führen untereinander Dominanzkämpfe aus, die häufig ritualisiert sind. Drohhaltungen bestehen aus angelegten Ohren, einem mit gestrecktem Hals abgesenkten Kopf und entblösten Zähnen. Gegnerische Hengste umschleichen sich mit dieser Kopfhaltung, um dann abrupt aufeinander loszugehen. Die Attacke erfolgt zumeist durch Auskeilen mit den Hinterhufen. Stärkere Eskalationen werden aber durch verschiedene Gebärden und Signalgebungen vermieden. Das Zusammenleben innerhalb der beiden Gruppen ist jedoch weitgehend friedlich. Interaktionen werden unter anderem durch gegenseitige Fellpflege, Kopfreiben oder Spiel angezeigt. Vor allem die gegenseitige Fellpflege (allogrooming) nimmt eine besondere Stellung ein. Sie bezieht sich zu fast zwei Drittel aller Fälle auf den Schulterbereich und findet meist in den Morgen- und Abendstunden sowie häufiger im Frühjahr und im Herbst statt. Ansonsten überwiegt ein gemeinsames Beisammenstehen. Die Fellpflege erfolgt unabhängig von Alter, Geschlecht oder sozialer Stellung innerhalb einer Gruppe, ist aber nicht einseitig gerichtet, da bei ausbleibender Reaktion des Partners diese eingestellt wird. Des Weiteren überdeckt der Hengst in den Familienverbänden den Kot und Urin der Stuten mit eigenen Marken. Besonders intensiv geschieht dies während der Fortpflanzungsphase, da Hengste Schwankungen des Hormonhaushaltes der Stuten über die Ausscheidungen ermitteln können. An häufig begangenen Wegen und Pfaden defäzieren die männlichen Individuen an gemeinschaftlich genutzten Plätzen, so dass größere Dunghaufen entstehen. Sie dienen als Informationsträger über die Anwesenheit anderer Hengste in der Region.
Das Przewalski-Pferd ist sowohl tagsüber als auch nachts aktiv. Häufig ist aber eine Ruhephase von rund vier Stunden in der Nacht zu verzeichnen. Die stärksten Aktivitäten finden in den Sommermonaten statt. Der Großteil des Tagesbudgets ist der Nahrungsaufnahme gewidmet, was rund drei Viertel der aktiven Zeit ausmacht. Sie findet häufig in den Morgen- und in den Abendstunden statt. Weitere 10 % werden mit Wanderungen verbracht. Diese erfolgen in der Regel zu Flüssen und Bächen als bevorzugte Weideflächen. Im Nationalpark Chustain Nuruu begeben sich die Tiere zur Mittagszeit in höher gelegene und windexponiertere Räume und entgehen so der Tageshitze und den Fluginsekten. Der Aufbruch einer Gruppe zur Wanderung kann durch einzelne oder mehrere Individuen initiiert werden. Zahlreiche Aktivitäten finden in den einzelnen Verbänden stark synchronisiert statt.

### Ernährung
Wie andere Pferdearten auch ist das Przewalski-Pferd auf grashaltige Nahrung spezialisiert und an diese Ernährungsweise mit seinen hochkronigen Zähnen angepasst. In den Sommermonaten konsumieren die Tiere vor allem hochwertige Grasnahrung, die in Wassernähe gedeiht. In den harschen Wintermonaten, in denen sich häufig eine dichte Schneedecke ausbildet, besteht das Nahrungsangebot hauptsächlich aus faserigen Pflanzen. Isotopenanalysen an Tieren aus dem Großen Gobi-B-Schutzgebiet ergaben, dass das Przewalski-Pferd ganzjährig Gras bevorzugt. Dies unterscheidet sich vom sympatrisch auftretenden Dschiggetai, der den gleichen Untersuchungen zufolge im Winter auf gemischte Pflanzenkost wechselt. Auch ist das Przewalski-Pferd stärker von Wasser abhängig und muss wahrscheinlich täglich trinken. Dadurch sind die Distanzen zum Wasser mit rund 9 km durchschnittlich geringer als beim Asiatischen Esel. Sie variieren aber mit der Jahreszeit und erreichen im Winter mit 10,4 km ihre größte Entfernung, im Sommer betragen sie rund 6,9 km.

### Fortpflanzung

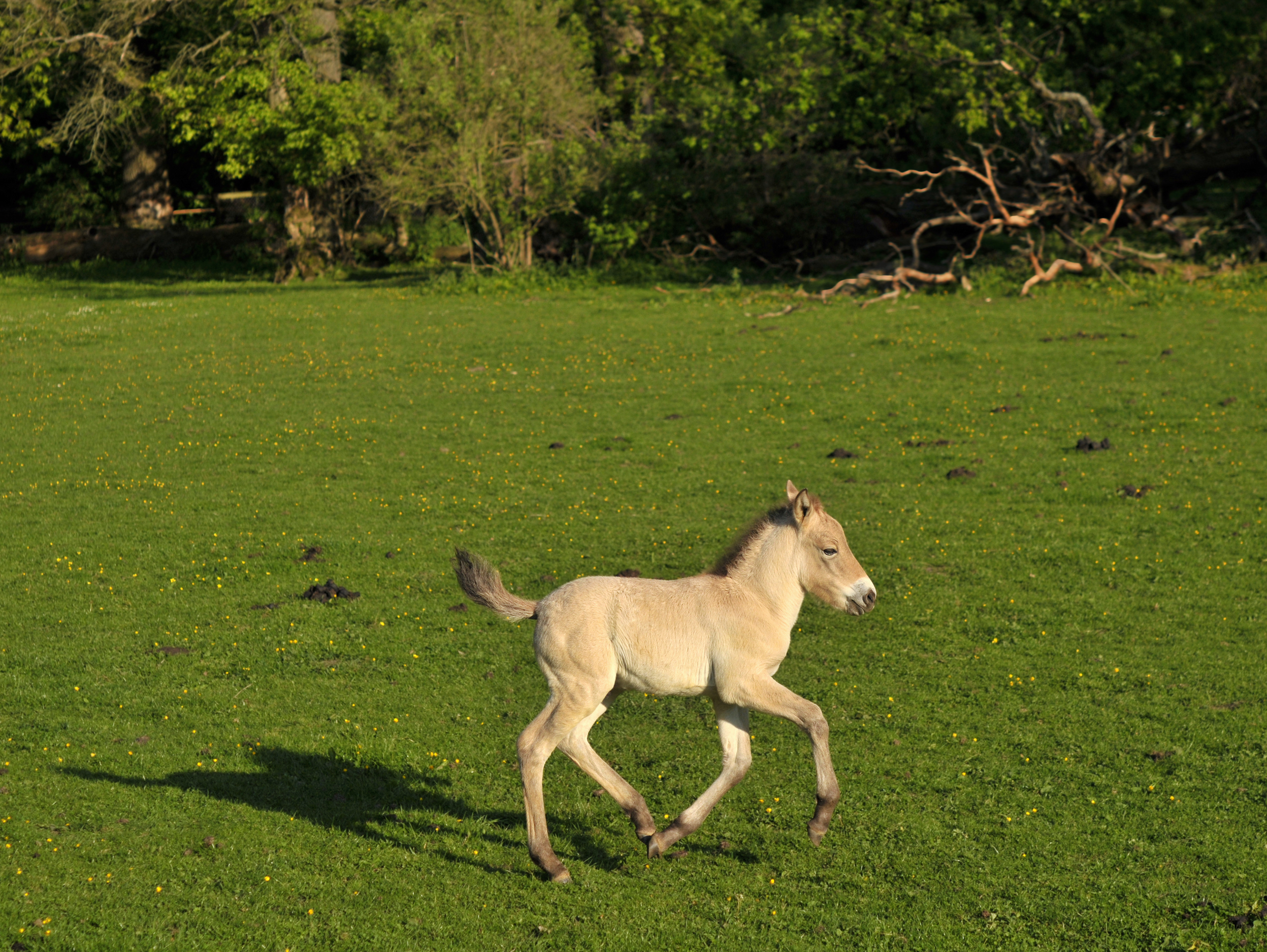
Etwa eine Woche altes Fohlen

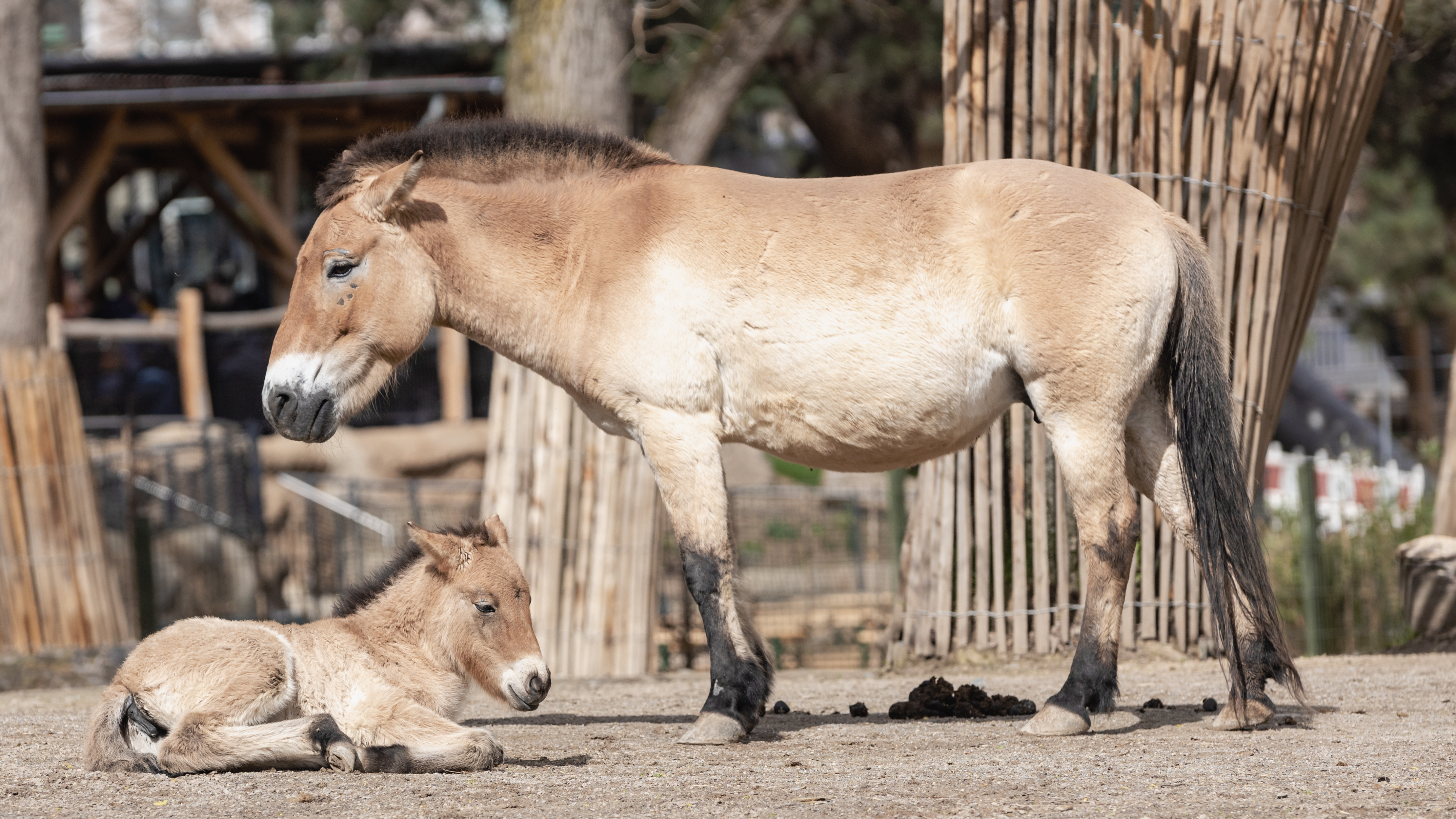
17 Tage altes Fohlen mit Mutterstute im Kölner Zoo

Nach Berichten über Wildfänge aus dem Beginn des 20. Jahrhunderts wurde die früheste erfolgreiche Fortpflanzung für einen Hengst und eine Stute jeweils im vierten Lebensjahr registriert. Bei anderen Tieren erfolgte dies deutlich später und ereignete sich zwischen dem fünften und zehnten Lebensjahr. Die Geschlechtsreife tritt allerdings bereits früher, im zweiten Lebensjahr, ein. Die Nachkommen aus den menschlichen Züchtungen pflanzen sich im Mittel früher fort. So können Hengste schon im 25. Lebensmonat eine Stute erfolgreich decken. Stuten sind ab ihrem vierzehnten Lebensmonat empfangsfähig. Allerdings ist bei sehr jungen und körperlich teils nicht vollentwickelten Elterntieren die Fohlensterblichkeit höher als im Durchschnitt. Grund für die frühe Fortpflanzung der Tiere in menschlicher Obhut ist vermutlich die bessere Ernährungslage und die unter Gefangenschaftsbedingungen teils anderen sozialen Beziehungen. In freier Wildbahn benötigen Hengste erst eine gewisse Körpergröße und damit verbunden ein besseres Durchsetzungsvermögen, um gegen andere männliche Individuen zu konkurrieren.
Die Paarung des Przewalski-Pferdes in freier Wildbahn erfolgte vermutlich im Frühjahr und Sommer. Beobachtungen an Zootieren und halbwild lebenden Gruppen ergaben bei Stuten eine Dauer des Sexualzyklus um 24 bis 25 Tage mit einem Diöstrus von rund 12 Tagen. Variationen im Östrogen-Haushalt sind an die Länge des Tageslichtes gekoppelt, so dass im Frühjahr eine Erhöhung zu verzeichnen ist. Ausgehend von einer Dauer der Trächtigkeit zwischen 330 und 350 Tagen (47 und 51 Wochen) – tendenziell werden Hengstfohlen länger ausgetragen als Stutenfohlen – erfolgte die Geburt des Nachwuchses im Frühjahr des kommenden Jahres. Die Annahmen und Beobachtungen lassen sich auch anhand von Zuchtbüchern der Tiere in Gefangenschaft belegen. Bei den bis 1994 in Menschenhand geborenen über 2400 Fohlen kamen rund 68 % zwischen dem 21. April und dem 10. Juli zur Welt. Mit etwa 30 % ist der Monat Mai der geburtenstärkste Monat. Die übrigen Geburten verteilen sich weitgehend gleichmäßig über das gesamte Jahr. Bei den Zuchttieren hatten nur rund 41 % Nachwuchs. Einzelne Individuen waren aber sehr fruchtbar. So sind bei Stuten bis zu 19 Geburten in Folge verzeichnet, ebenso wie ein Hengst insgesamt 71 Fohlen zeugte. Die älteste fruchtbare Stute war im 22., der älteste zeugungsfähige Hengst im 26. Lebensjahr. Das Höchstalter in menschlicher Gefangenschaft liegt bei 34 Jahren, was in freier Wildbahn aber kaum erreicht worden sein dürfte. Die Sterblichkeit ist mit 43 % in den ersten beiden Lebensjahren relativ hoch. Eine kritische Phase bei Hengsten ist das dritte Lebensjahr, wenn die Kämpfe um die soziale Stellung in der Herde einen erhöhten Stressfaktor darstellen.

### Fressfeinde und Parasiten
Im Nationalpark Chustain Nuruu in der Mongolei ist der Wolf der bedeutendste Fressfeind. In der Regel sind Fohlen am stärksten bedroht. Bei Wölfen in unmittelbarer Nähe formen die Mitglieder einer Familiengruppe einen Schutzring um die Jungen. Beobachtungen zufolge ist die Überlebenschance eines Fohlens bei Anwesenheit mehrerer Herdenmitglieder deutlich höher.
Informationen zu Parasiten liegen kaum vor. Einige Individuen im Großen Gobi-B-Schutzgebiet trugen einen starken Befall durch Zecken der Gattung Dermacentor und waren zudem an Piroplasmen, verursacht durch Einzeller wie Babesia und Theileria, erkrankt. Andere Tiere wiesen Infektionen durch Protozoen wie Klossiella auf.

## Systematik

### Allgemeine Einordnung
Das Przewalski-Pferd ist eine Art aus der Gattung der Pferde (Equus) und gehört damit zu den modernen Vertretern der Familie der Pferde (Equidae). Innerhalb der Gattung bildet es mit dem Hauspferd (Equus caballus) eine enger verwandte Gruppe, die sich von den Zebras und Wildeseln absetzt. Zebras und Wildesel werden den stenoninen oder non-caballinen Pferden zugerechnet, während das Przewalski-Pferd gemeinsam mit dem Tarpan (Equus ferus) und dem Hauspferd die caballine Gruppe bilden. Unterscheidbar sind beide Linien an der charakteristischen Ausprägung der unteren Molaren. Ihre Trennung erfolgte molekulargenetischen Daten zufolge vermutlich bereits im Pliozän vor rund 3,4 bis 4,4 Millionen Jahren. Die Vorfahren des Hauspferdes und des Przewalski-Pferdes spalteten sich gemäß den genetischen Analysen wohl schon im Jungpleistozän vor rund 117.000 Jahren voneinander ab, die Daten variieren aber je nach Studie zwischen 45.000 und 364.000 Jahren. Der Tarpan wiederum bildet aus genetischer Sicht eine Mischung aus westeurasischen Wildpferden und Hauspferden. Er steht somit nicht in direkter Verwandtschaftslinie mit dem Przewalski-Pferd.
Die nahe Verwandtschaft des Przewalski-Pferdes mit dem Hauspferd ist nicht nur auf anatomischer und mindestens seit den 1980er Jahren auch auf genetischer Basis belegt, sie zeigt sich auch in der vollständigen Kreuzbarkeit und damit uneingeschränkten Fortpflanzungsfähigkeit der beiden Pferdevertreter untereinander. Es bestehen allerdings einzelne Unterschiede zwischen beiden Formen, neben den bereits zuvor aufgeführten, sollen die wichtigsten hier folgend kurz genannt werden:
- das Przewalski-Pferd besitzt gegenüber dem Hauspferd eine höhere Anzahl an Chromosomen (66 gegenüber 64);
- das Przewalski-Pferd weist gegenüber dem Hauspferd einen stumpferen Winkel zwischen der Unterkante des Unterkiefers und der Stirnlinie (unter Vernachlässigung des Nasenbeins) auf, der sogenannte „Gesichtswinkel“ oder facial angle (16° bis 18°30’ gegenüber 25° bis 32°);
- das Przewalski-Pferd verfügt abweichend vom Hauspferd im Durchschnitt über eine höhere Anzahl an Brustwirbeln (19 gegenüber 18);

Teilweise zeigten genetische Befunde eine tiefe Verflechtung des Przewalski-Pferdes und des Hauspferdes miteinander, so dass keine eigenständigen Kladen erkennbar waren. Allerdings wurde aufgrund der abweichenden Karyotypen eine direkte Herleitung des Hauspferdes vom Przewalski-Pferd mitunter als schwierig erachtet.

### Przewalski-Pferd, Hauspferd, „Wildpferd“
Die genaue systematische Einordnung des Przewalski-Pferdes ist aber Gegenstand einer vielgeführten Diskussion. Vor allem im Verlauf des 20. Jahrhunderts galt es als der Art Equus caballus, dem Hauspferd, oder der Art Equus ferus, vielfach als „Wildpferd“ bezeichnet (ferus aus dem Lateinischen für „wild“ oder „ungezähmt“), zugehörig und hatte so den Status einer Unterart inne. Es finden sich daher sowohl Equus caballus przewalskii als auch Equus ferus przewalskii in der wissenschaftlichen Fachliteratur recht häufig vertreten. Jedoch war die Abtrennung der beiden Arten voneinander zumeist recht uneindeutig, was darin begründet ist, dass beide wissenschaftlichen Artnamen teilweise als synonym zueinander betrachtet wurden. Die Bezeichnung Equus caballus stammt von Linnaeus aus dem Jahr 1758 und bezieht sich auf das Hauspferd (caballus aus dem Lateinischen für „Pferd“). Dagegen verwies Pieter Boddaert im Jahr 1785 mit der Benennung von Equus ferus auf ein vermeintliches Wildpferd der russischen Steppen, das später weitgehend mit dem Tarpan gleichgesetzt wurde. Das Przewalski-Pferd selbst wurde erst im Jahr 1881 durch Iwan Semjonowitsch Poljakow wissenschaftlich eingeführt, stellt hier also die jüngste Bezeichnung dar. Die Annahme, dass das „Wildpferd“ die Ausgangsform für die Domestizierung des Hauspferdes sei, führte in der Folgezeit dann zu einer uneinheitlichen Nutzung der Namen unter Fachwissenschaftlern. Bereits im Jahr 1954 hatte allerdings die für die zoologische Nomenklatur zuständige ICZN unter Berufung auf die Prioritätsregel, also der Erstbenennung, Equus caballus als Nominatform der Gattung Equus festgelegt. Der weiteren variablen Benennung von Hauspferd und „Wildpferd“ (und anderer Haus- und Wildtiere) begegnete die ICZN im Jahr 2003 mit einer gesonderten Regelung, der sogenannten Opinion 2027 (Antragstellung verschiedener Wissenschaftler) beziehungsweise dem Case 3010 (Beschlussfassung der ICZN). Da normalerweise die Haustiere in der modernen zoologischen Systematik nicht in die bestehenden Namenskonventionen einbezogen werden, die von Linnaeus im Jahr 1758 vergebenen Artbezeichnungen für domestizierte Formen aber bereits seit über 200 Jahren rege in Gebrauch sind, beschloss die ICZN in dieser Regelung die Namen zu konservieren und somit nutzbar zu machen. Es ist daher Wissenschaftlern und Autoren möglich, den Namen für eine wildlebende oder domestizierte Form zu wählen, sofern zwei Artbezeichnungen zur Verfügung stehen. Die neue Regelung für Haus- und Wildtiernamen setzt aber nicht die Prioritätsregel außer Kraft, wonach die Typusform von Equus mit Equus caballus festgelegt ist. Demnach kann die Bezeichnung Equus caballus przewalskii nur dann genutzt werden, wenn sowohl Przewalski-Pferd als auch Tarpan und Hauspferd als einzige Art angenommen werden, eine Benennung als Equus ferus przewalskii ist unter der Betrachtung des Hauspferdes als abgetrennte Form gegenüber den „Wildpferden“ (Przewalski-Pferd und Tarpan) möglich, während Equus przewalskii eine Eigenständigkeit des Przewalski-Pferdes sowohl gegenüber dem Tarpan als auch dem Hauspferd voraussetzt.
Unabhängig von der angeführten Debatte wies Colin P. Groves im Jahr 1986 unter Berücksichtigung einiger anatomisch intermediärer Pferde aus einem Gebiet östlich des Urals das Przewalski-Pferd als Unterart des Tarpans aus. Teilweise wurden innerhalb dieser umfassenden Art mit dem „Steppentarpan“ (Equus ferus ferus) der westrussischen Steppenlandschaften und dem „Waldtarpan“ (Equus ferus sylvestris, synonym auch Equus ferus silvaticus) des mittel- und osteuropäischen Waldgebietes, namentlich des heutigen Białowieża-Nationalparks, zwei weitere Unterarten an „Wildpferden“ unterschieden. Die Trennung der beiden letztgenannten Formen voneinander ist aber nicht eindeutig. Dadurch hatte das Przewalski-Pferd die Stellung als die östlichste Variante des „Wildpferdes“ inne. Als bedeutende Unterschiede zwischen dem Przewalski-Pferd und dem Tarpan fasste Groves den bei ersterem durchschnittlich kürzeren Schädel, den stärkeren Hinterhauptswulst, das kürzere Diastema und die größeren Backenzähne auf. Später sah Groves die intermediären Formen als eher zweideutig an und stufte das Przewalski-Pferd unter Berufung auf die gegebenen Abweichungen vom Tarpan als eigenständige Art ein, was er unter anderem zusammen mit Peter Grubb in einer Revision der Systematik der Huftiere aus dem Jahr 2011 wiederholte. Auch andere Autoren betrachten das Przewalski-Pferd als eigenständige Art, so unter anderem Dan I. Rubenstein im ebenfalls im Jahr 2011 erschienenen zweiten Band des Standardwerkes Handbook of the Mammals of the World, das sich mit den Huftieren befasst. Allerdings resümiert Rubenstein, dass die genaue Position des Przewalski-Pferdes letztendlich noch nicht gesichert sei. Eine eigenständige Artstellung befürworten indes auch einzelne genetische Analysen. Von Paul Matschie wurde im Jahr 1903 eine heller gefärbte Form namens Equus hagenbecki vom Przewalski-Pferd abgesondert, sie findet in der Regel in der Fachwelt keine Anerkennung.

### Zur Stellung des Przewalski-Pferdes
Das Przewalski-Pferd galt lange Zeit als die östlichste Form des „Wildpferdes“ und der einzige bis heute überlebende originär wildlebende Vertreter der Pferde aus der Verwandtschaftsgruppe des Hauspferdes. Das „Wildpferd“ selbst bildet nach vielfacher Meinung die Ausgangsform der Domestizierung des Hauspferdes. Dieser Prozess fand in einem Zeitraum von etwa 4000 bis 3000 v. Chr. statt. Als wahrscheinliches Entstehungsgebiet wurden die osteuropäischen sowie west- und mittelasiatischen Steppenlandschaften betrachtet. Mögliche frühe gezähmte Tiere traten wohl schon um 4000 v. Chr. in der Sredny-Stog-Kultur auf, was Funde aus Derijiwka am Dnjepr in der Ukraine zeigen, sie werden aber teils kontrovers diskutiert. Von zentraler Bedeutung erwies sich aber die Botai-Kultur, die sich um 3500 v. Chr. im heutigen nördlichen Kasachstan herausformte. Die endneolithisch-kupferzeitliche Kulturgruppe zeichnet sich durch einen hohen Anteil an Pferderesten aus – allein an der eponymen Fundstelle Botai sind 99 % der rund 300.000 Tierknochen Pferden zuzuweisen –, des Weiteren ist das Fehlen radgestützter Zugmittel und domestizierter Tiere mit Ausnahme des Hundes auffallend. Die Pferde dienten vornehmlich als Nahrungs- und Rohstoffressource. Allerdings zeigen zahlreiche Prämolaren charakteristische Abnutzungsspuren, wie sie bei einem längerfristigen Gebrauch von Trensen entstehen. Daher fungierten die Pferde nach Meinung einiger Forscher wie David W. Anthony nicht nur als reine Rohstofflieferanten für die Träger der Botai-Kultur, sondern wurden auch zum Reiten eingesetzt, was die Mobilität der Steppenbewohner deutlich erhöht hätte. Unterstützung fand die Ansicht unter anderem durch den Nachweis von Pferdemilchrückständen an Gefäßen der Botai-Kultur. Die Interpretation der Pferde der Botai-Kultur als domestizierte Formen wird von anderen Forschern aber in Frage gestellt. Sie führen die Abnutzungsspuren an den Vormahlzähnen auf natürliche Vorgänge zurück. Zudem verweisen sie darauf, dass die Verteilung der aufgefundenen Pferde nach Geschlecht und Alter nicht mit einer Weidehaltung übereinstimmen, vielmehr könnte ihrer Meinung nach die Anhäufung an Pferdeknochen auf Jagd zurückgeführt werden. Auch zeigen die Botai-Pferde keine Pathologien im Lendenwirbelbereich, die häufig mit dem Reiten oder der Nutzung von Satteln in Verbindung stehen.
Im Jahr 2018 wurde eine genetische Studie im Fachmagazin Science veröffentlicht, bei der neben dem Przewalski-Pferd auch einige pleistozäne Pferde sowie domestizierte Tiere aus verschiedenen Zeitstufen vom Neolithikum bis in die Jetztzeit Berücksichtigung fanden. Die neolithischen Pferde repräsentierten dabei Funde der Botai-Kultur. Als Ergebnis konnte aufgezeigt werden, dass das Hauspferd als große Gemeinschaft aller domestizierten Pferde keine in sich geschlossene Gruppe bildet. Vielmehr formen die Pferde der Botai-Kultur und das Przewalski-Pferd eine gemeinsame Klade, die allen übrigen Hauspferden von der Bronzezeit bis heute gegenübersteht. Die Autoren der Untersuchung unter Federführung von Charleen Gaunitz leiteten daraus ab, dass das Przewalski-Pferd keine Wildform im eigentlichen Sinne darstellt, sondern aus der Domestizierung des Pferdes durch die Träger der Botai-Kultur hervorging und mit dem Niedergang der Botai-Kultur sekundär verwilderte. Auch wenn das Ergebnis teilweise angezweifelt wird, stellte sich dennoch die Frage, in welcher Region das heutige Hauspferd domestiziert wurde. Diese ließ sich lange Zeit weder genetisch noch archäologisch-zoologisch genauer bestimmen. Vermutet wurden aus verschiedenen Erwägungen der pontisch-kaspische Steppenraum, das östliche Anatolien, die Iberische Halbinsel oder aber auch die Levante und der westliche Iran. Eine ähnliche Analyse aus dem darauffolgenden Jahr erbrachte vergleichbare Ergebnisse. Im Jahr 2021 wiederum engte eine weitere umfassende genetische Analyse dies auf das Schwarzmeergebiet ein. Der Domestikationsprozess vollzog sich um rund 3000 v. Chr. Aus dieser Gruppe leiten sich alle heutigen Hauspferde ab. Eine verstärkte Ausbreitung des Hauspferdes begann aber erst um 2200 v. Chr.

## Forschungsgeschichte

### Berichte über das Przewalski-Pferd aus asiatischen Kulturen
Der westliche Kulturkreis erlangte erst gegen Ende des 19. Jahrhunderts Kenntnis vom Przewalski-Pferd. In den asiatischen Kulturen wird es dagegen schon früher und häufiger erwähnt. Eines der ältesten Schriftzeugnisse geht auf einen tibetischen Mönch namens Bodowa zurück, der etwa um 900 nach Christus lebte und vom Przewalski-Pferd berichtete. In dem Werk Die Geheime Geschichte der Mongolen ist außerdem eine Begegnung von Dschingis Khan mit Przewalski-Pferden überliefert. Diese kreuzten auf seinem Feldzug gegen die Tanguten im Jahr 1226 den Weg, wobei sein Reitpferd so heftig scheute, dass der mongolische Herrscher seinen Halt verlor und vom Pferderücken stürzte. Erst im Jahr 1630 sind dann wieder Aufzeichnungen zum Przewalski-Pferd verfügbar, als Chechen Khan Soloj, ein bedeutender Führer der Chalcha-Mongolen, ein Tier an Huáng Tàijí, einen Stammesführer der Mandschuren und Begründer der Qing-Dynastie, als Geschenk übersandte. Gut 120 Jahre später wurden bei einer großen Jagdexpedition der Mandschuren auf die Pferde rund 200 bis 300 Tiere an einem Tag erlegt.

### Przewalskis „Entdeckung“ und Poljakows wissenschaftliche Erstbeschreibung

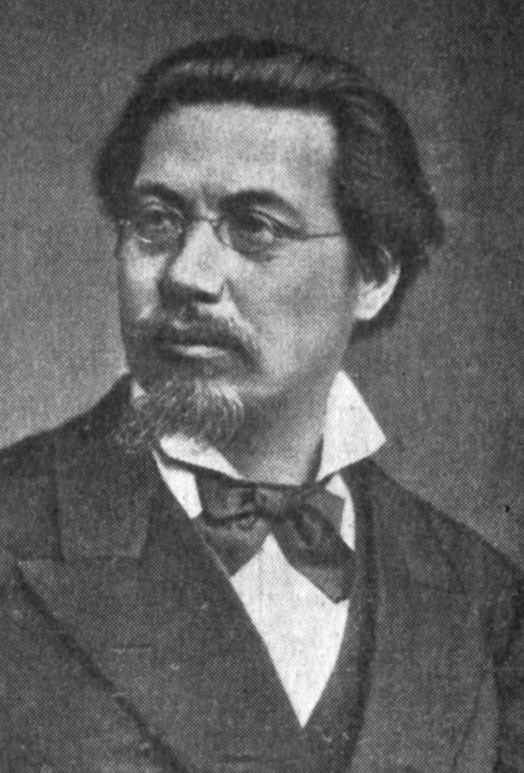
Iwan Semjonowitsch Poljakow

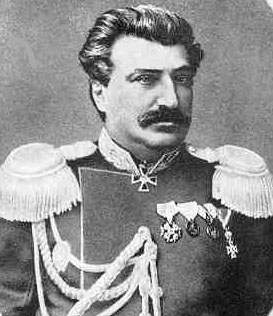
Nikolai Michailowitsch Przewalski

Die erste Person aus westlichen Kulturen, die von einer Begegnung mit dem Przewalski-Pferd berichtete, ist John Bell, ein schottischer Arzt, der im Dienste des Zaren Peter I. zwischen 1719 und 1722 von Sankt Petersburg aus nach Peking reiste. Östlich des Ob traf er auf das Przewalski-Pferd, was er in seinem 1763 veröffentlichten Reisebericht niederschrieb. Seine Erwähnung blieb jedoch weitgehend unbekannt. Im Jahr 1841 stellte der britische Soldat und Naturforscher Charles Hamilton Smith in seinem Werk The Natural History of the Horse ein Tier vor, dem er die Bezeichnung Asinus equuleus gab. Es wurde lebend in einem Mietstall in London gezeigt, stammte aber wohl aus der Mongolei, worauf Richard Lydekker im Jahr 1912 aufmerksam machte. Die Darstellung entspricht mit der kleinen Statur, der dunklen Stehmähne, dem gelblich-rötlichen Körperfell und den Beinstreifen der eines Przewalski-Pferdes. Vermutlich handelt es sich hierbei um die erste wissenschaftliche Beschreibung und Benennung dieser Pferdeform. Da jedoch kein Typusexemplar existiert, mit dem dies mit Sicherheit belegt werden kann, ist Asinus equuleus als wissenschaftliche Bezeichnung nicht anerkannt.
Die mit der „Entdeckung“ des Przewalski-Pferdes gewöhnlich in Verbindung gebrachte Person ist der russische Expeditionsreisende Nikolai Michailowitsch Przewalski. Przewalski verweilte von Ende Oktober 1877 bis Anfang April 1878 in der Stadt Saissan. Während seines Aufenthaltes übermittelte ihm der Kommandant des russischen Grenzpostens regelmäßig Häute und Skelettteile von Tieren, darunter auch die Haut und der Schädel eines etwa anderthalb Jahre alten Pferdes, das von kirgisischen Jägern geschossen worden war. Als Herkunftsort wird heute die östliche Dschungarei angenommen. Przewalski kehrte im Frühjahr 1878 nach St. Petersburg zurück und übergab dort seine Sammlung an Exponaten dem zoologischen Museum. Die Haut und der Schädel des Pferdes wurden zunächst als die Überreste eines Tarpans eingeordnet. Im Jahr 1881 veröffentlichte der zum Forschungsstab des Museums gehörende Iwan Semjonowitsch Poljakow die wissenschaftliche Erstbeschreibung des Przewalski-Pferdes unter der Bezeichnung Equus przewalskii, benannt zu Ehren des Forschungsreisenden. Poljakow nahm ursprünglich ein höheres Individualalter von drei Jahren für das Typusexemplar an und ordnete das Tier in seinem Habitus zwischen dem Hauspferd und den asiatischen Eseln stehend ein. Für ersteres sprach die Ausbildung von Kastanien an allen Beinen, für letztere die Form der Schwanzbehaarung mit langen Haaren nur in der unteren Hälfte. Als weitere Charakteristika gab Poljakow die dunkle Stehmähne und die graubraune, gelblich durchsetzte Körperbehaarung an. Zwischenzeitlich hatte Przewalski im Jahr 1880 nach der Rückkehr von seiner bereits dritten Expeditionsreise berichtet, dass er zweimal Herden des Przewalski-Pferdes beobachtete.
Aus der Zeit unmittelbar nach Poljakows Erstbeschreibung und Przewalskis Beobachtungen wurde das Przewalski-Pferd noch mehrfach gesichtet. Hervorzuheben seien hier die Gebrüder Grigori und Michail Grum-Grischimailo. Nach ihren Aufzeichnungen aus dem Jahr 1896 hielten sie sich teils in nur kurzen Distanzen zu den Tieren auf, wodurch sie einige der wenigen Verhaltensdarstellungen dieser Zeit übermitteln konnten. Danach sind von 1903 bis 1947 keine Berichte über den Pferdevertreter zu verzeichnen.

## Mensch und Przewalski-Pferd

### Bestandsentwicklung

#### Bestandsrückgang und dessen Ursachen
Das Przewalski-Pferd ist ein Kulturflüchter, der sich womöglich auf Grund der Bejagung durch den Menschen sowie einer zunehmenden Nahrungskonkurrenz mit Haustieren auf immer kargere Standorte zurückzog. So wird teilweise angenommen, dass die Dsungarei, in der das Przewalski-Pferd zuletzt gesichtet wurde, mit ihrem kargen Nahrungsangebot und ihren wenigen Wasserstellen nicht einem optimalen Wildpferdhabitat entspricht. Auch in diesem Refugium wurde das Przewalski-Pferd jedoch zunehmend bedrängt. So begannen mongolische Hirten in den 1960er Jahren während des Sommers in den Gebirgstälern des Tachin-Schara-Nuru ihre Herden zu weiden. Entsprechend mied das Przewalski-Pferd diese Region und hielt sich während des Sommers in der dsungarischen Gobi auf. Erst während des Winters wechselte es in den Tachin-Schara-Nuru.
In den Jahren 1948 und 1956 ereigneten sich in der Region zwei harte Winter, in der die dort ansässigen Nomaden einen großen Teil ihrer Viehherden verloren, weil diese nicht mehr ausreichend Nahrung fanden. Es ist sehr wahrscheinlich, dass diese Winter auch für die Bestände des Przewalski-Pferdes nachteilig waren. Zugleich nahm die Jagd auf die Pferde zu. Die chinesische Regierung siedelte in der Grenzregion Kasachen an, die überwiegend von der Jagd lebten und regelmäßig auch Pferdefleisch aßen. Die Viehverluste, die die anderen nomadischen Volksgruppen infolge der strengen Winter erlitten hatten, ließen die Kasachen ebenfalls ihre Jagd intensivieren. Der Jagderfolg stieg, da modernere Gewehre eine höhere Reichweite hatten und mit ihnen mehrere Schuss abgegeben werden konnten. Das Przewalski-Pferd war gegen Ende der 1960er Jahre in freier Wildbahn vermutlich ausgerottet. Die letzte offizielle Sichtung erfolgte durch einen mongolischen Wissenschaftler im Jahr 1969 an einer Quelle nördlich des Tachin-Schara-Nuru. Nachfolgende Expeditionen konnten keine wildlebenden Vertreter mehr nachweisen.

#### Die ersten Wildpferdimporte

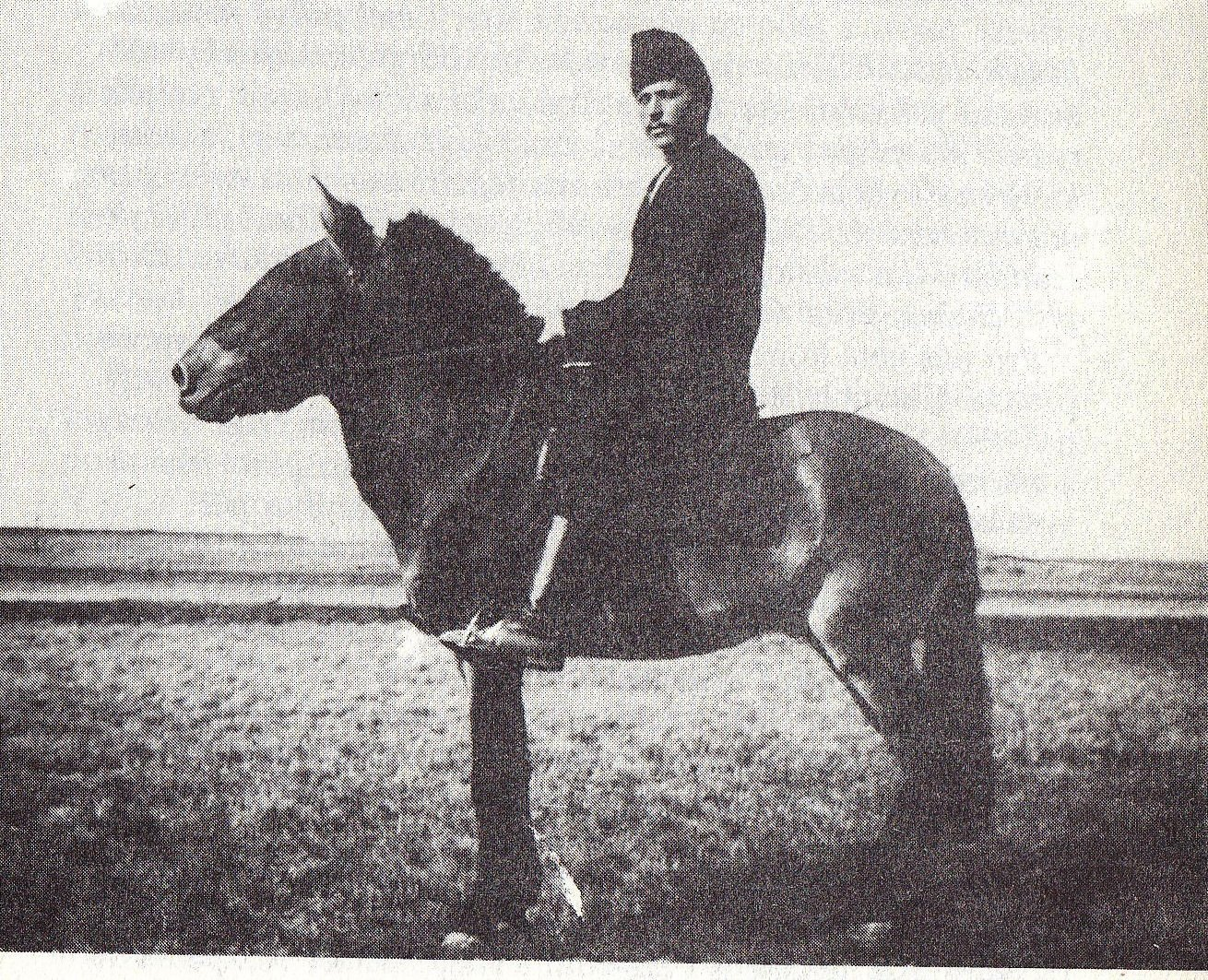
Przewalski-Pferd auf dem Gut Askania Nova

Der heutige Bestand des Przewalski-Pferdes sowohl in menschlicher Gefangenschaft als auch in zwischenzeitlich wieder ausgewilderten Herden lässt sich auf eine geringe Anzahl von Fohlen zurückführen, die zwischen 1899 und 1903 gefangen wurden. Den ersten Anstoß für Fangaktionen gab der Privatsammler Friedrich von Falz-Fein. Die Jagdexpeditionen organisierte ein in Bijsk, Gouvernement Tomsk, ansässiger Kaufmann mit Nachnamen Assanow, der die Fohlen nicht nur an Privatliebhaber wie Falz-Fein weiterverkaufte, sondern auch an andere Tierhändler und Zoos. Die meisten „Wildpferde“, die nach Westeuropa gelangten, wurden durch Carl Hagenbeck eingeführt. Hagenbeck rüstete in dieser Zeit mehrere Expeditionen nach Inner- und Mittelasien aus und fing während dieser Zeit auch Exemplare des Przewalski-Pferdes. Er kaufte darüber hinaus von dem Kaufmann Assanow eine große Anzahl von Tieren.
Die Fangweise war aus heutiger Sicht brutal. Meist wurden die erwachsenen Stuten einer Herde abgeschossen, um dann die führungslosen Fohlen und Jährlinge einzufangen. Für die noch von Muttermilch abhängigen Fohlen hatte man Hauspferdammen mitgebracht, deren Fohlen man tötete, damit sie die Przewalski-Fohlen annahmen. Trotzdem starben die ersten gefangenen Pferde alle kurz nach ihrem Einfang. Erst 1899 gelangten die ersten gefangenen Tiere lebend auf das Gut Askania Nova von Friedrich von Falz-Fein in der Ukraine.

#### Arterhaltung im 20. Jahrhundert
Zwischen den Jahren 1899 und 1903 gelangten insgesamt 52 Einzeltiere an Zoologische Gärten und Privatliebhaber, eine weitere Stute wurde 1947 gefangen. Von diesen starben eine größere Anzahl, teilweise noch, bevor sie die Geschlechtsreife erreichten. Nur zwölf davon (einschließlich der 1947 gefangenen Stute) hatten nachweislich Nachkommen und sind somit am Genpool des heutigen Przewalski-Pferdes beteiligt. Von den ursprünglich elf Gründertieren starb das letzte 1939. Hinzu kommt ein Hengst, der 1906 im Bergzoo in Halle geboren wurde und auf ein gemischtes Paar aus Haus- und Przewalski-Pferd zurückgeht (ein Hengst des Przewalski-Pferdes und eine Hauspferdamme). Unter den tatsächlichen zwölf Wildfängen waren jedoch vermutlich auch ein oder zwei Hybriden.
Anfang des 20. Jahrhunderts wurden mehrere Zuchtlinien in Europa und Nordamerika gegründet. Die frühe Phase zeigte keinen großen Erfolg, da sich die Tiere nur schlecht in Gefangenschaft vermehrten. Dadurch erloschen manche dieser frühen Zuchtversuche wieder vollständig. Zudem waren in einigen Linien wie jenen in Halle und Askania Nova Hauspferde eingekreuzt, deren Nachfahren später auch in andere Linien aufgingen, was heute noch genetisch nachweisbar ist. Einen verheerenden Einschnitt verursachte der Zweite Weltkrieg, den nur 31 Tiere überlebten. Von ihnen waren knapp ein Dutzend Tiere fortpflanzungsfähig, so dass die Zucht praktisch von Neuem beginnen musste. Der überwiegende Teil der überlebenden Individuen befand sich im Tierpark Hellabrunn in München und im Zoo Prag. Als weiterer Standort etablierte sich Askania Nova neu, deren alte Zuchtlinie im Zweiten Weltkrieg zusammengebrochen war, aber mit der 1947 in der Mongolei eingefangenen Stute erneuert wurde. Doch auch diese Phase führte zu einzelnen Komplikationen, vor allem im Münchener Zoo unter Leitung von Heinz Heck. Als Folge davon kam es zu keiner Vermischung der Münchener und Prager Linie, was in den 1960er Jahren in einer starken Inzucht resultierte. Erst mit der Einkreuzung der Askania Nova-Linie und der Begründung neuer Zuchtlinien konnte Abhilfe geschaffen werden.
Um die neue Zucht besser zu koordinieren, wurde in den 1950er Jahren das Stutbuch begründet. Es wird heute in Prag geführt. Die dortige Linie hat unter den heutigen Züchtungen des Przewalski-Pferdes die längste Tradition und reicht bis in die 1920er Jahre zurück. Initiatorin des Zuchtbuches war Erna Mohr, eine wissenschaftliche Mitarbeiterin des Zoologischen Museums in Hamburg. Im Rahmen ihrer Arbeit an der Monographie „Das Urwildpferd“ über das Przewalski-Pferd ermittelte sie, dass sich zu Beginn des Jahres 1956 nur noch 41 Pferde in menschlicher Obhut befanden und diese Tierart damit von Aussterben bedroht war. Auf ihre Initiative hin lud der Zoologische Garten in Prag im Herbst 1959 zum ersten Internationalen Symposium zur Rettung des Przewalski-Pferdes ein. Das erste Zuchtbuch erschien noch als Anhang zu Mohrs Monographie mit 228 Einträgen, es wird aber seitdem jährlich aktualisiert.

#### Wiederansiedlung im ursprünglichen Verbreitungsgebiet
In den 1990er Jahren war der Bestand des Przewalski-Pferdes auf über 1500 Individuen angewachsen, so dass Pläne aufkamen, die Tiere wieder in ihrem ursprünglichen Verbreitungsgebiet auszuwildern. Es wurden anfangs zwei Regionen in der Mongolei ausgewählt. Eine davon befindet sich in Tachin-Tal im Großen Gobi-B-Schutzgebiet im Süden des Landes, was in etwa der Region entspricht, in der auch die letzte Sichtung eines Przewalski-Pferdes erfolgte. Die andere betrifft den Nationalpark Chustain Nuruu im Zentrum der Mongolei. Als drittes Gebiet kam 2004 das Chomin-Tal im Nationalpark Char Us Nuur im Westen des Landes hinzu.
Das Projekt in Tachin-Tal begann als deutsch-mongolische Zusammenarbeit der durch den Privatmann Christian Oswald hierfür gegründeten Stiftung und der mongolischen Regierung. Später kamen noch einige deutsche, österreichische und schweizerische Institutionen hinzu. Das Tachin-Tal im rund 9000 km² großen Großen-Gobi-B-Schutzgebiet ist ein teils halbwüstenartiges Gebiet mit eher karger Vegetation. Die ersten Pferde wurden im Juni des Jahres 1992 von Askania Nova hierher verbracht, bereits im Herbst gebar eine Stute ein Fohlen als erstes in der Mongolei zur Welt gebrachtes Przewalski-Pferd seit der Ausrottung der Art. Durch nachträgliche Überführungen wuchs der Bestand bis zum Jahr 1999 auf 53 Tiere an. Nachdem die einzelnen Tiere eine gewisse Zeit in Akklimatisierungsbereichen verbracht hatten, begann nach und nach die Auswilderung. Die erste erfolgreiche Einführung in die freie Wildbahn fand im Jahr 1997 statt. Ein Teil der Tiere musste aber im Winter des kommenden Jahres wieder eingefangen werden, da einige Fohlen Wunden von Wolfsangriffen trugen. Sie wurden im darauffolgenden Frühjahr wieder in die Freiheit entlassen. Seit dem Jahr 1999 leitet die International Takhi Group (ITG) das Projekt im Großen Gobi-B-Schutzgebiet. Die Organisation vereint als Mitglieder Einzelpersonen sowie verschiedene Zoos aus Deutschland, Österreich, der Schweiz und Tschechien. Während der Laufzeit des Projektes traten verschiedentlich Probleme und Rückschläge auf, wie etwa Erkrankungen einzelner Tiere an Piroplasmen, Risse durch Wölfe oder extrem harte Winter wie im Übergang der Jahre 2000/2001, bei denen jeweils mehrere Tiere ums Leben kamen. Ungeachtet der zahlreichen Probleme lebten im Jahr 2005 insgesamt 85 Tiere in sieben verschiedenen Gruppen im Schutzgebiet. Besonders hart traf es das Projekt im Winter 2009/2010, als die Population des Przewalski-Pferdes durch einen Dsud, einen besonders strengen Winter, um rund 70 % dezimiert wurde. Von 137 freilaufenden Tieren überlebten nur 48. Der verbliebene Bestand wurde durch neu eingeführte Individuen wieder angereichert. Seitdem wächst die Anzahl des Przewalski-Pferdes wieder kontinuierlich an. Dadurch konnte im Jahr 2022 die Grenze von 400 Tieren überschritten werden. Der extreme Dzud von 2022 auf 2023 forderte allerdings 180 Opfer.

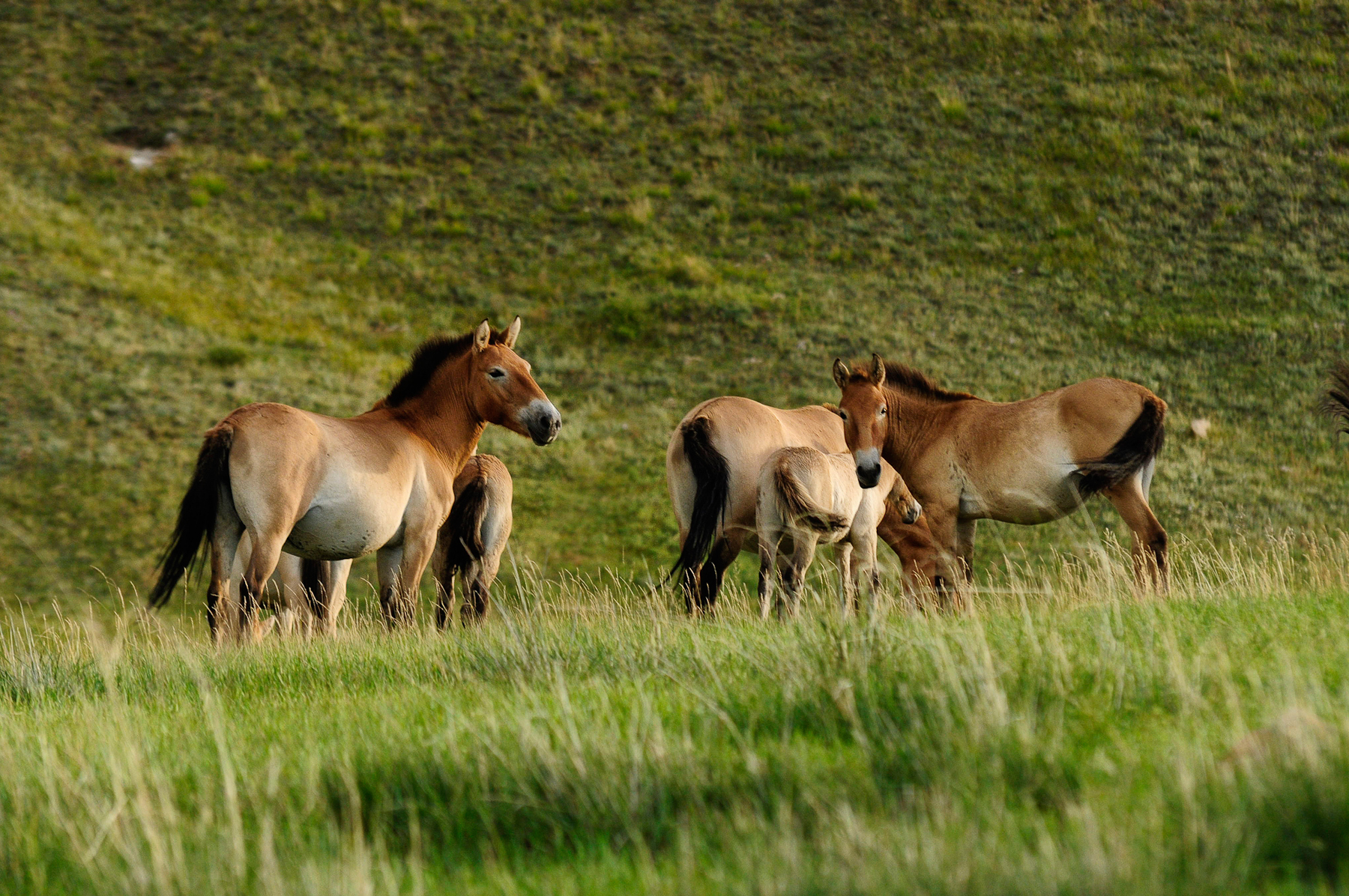
Ausgewilderte Gruppe des Przewalski-Pferdes im Nationalpark Chustain Nuruu

Die Wiederansiedlung im Nationalpark Chustain Nuruu ist wiederum ein niederländisch-mongolisches Unternehmen, das durch das Ehepaar Inge und Jan Bowman gegründet wurde. Betrieben wird es gemeinsam von der „Mongolischen Gesellschaft für den Erhalt von Natur und Umwelt (MACNE)“ und der niederländischen „Stiftung für Erhalt und Schutz der Przewalski-Pferde (FPPPH)“. Das Schutzgebiet erstreckt sich über rund 500 km². Durch seine relative Nähe zur Hauptstadt Ulaanbaatar erwies sich die Infrastruktur hier von Anfang an als besser als im Großen Gobi-B-Schutzgebiet. Die Landschaft besteht außerdem anders als im Großen Gobi-B-Schutzgebiet aus hügeliger Steppe und bietet so gute Weidegründe und Wasserstellen. Auch hier konnten die ersten Individuen im Juni 1992 übernommen werden, bis zum Jahr 2000 waren es insgesamt 84. Ihren Ursprung haben sie in verschiedenen Zuchtlinien in den Niederlanden und in Deutschland, zusätzlich auch aus dem Vereinigten Königreich und aus Askania Nova. Die Tiere verblieben jeweils rund ein Jahr in speziellen Akklimatisierungsbereichen, bevor sie ausgewildert wurden. Auch hier war die Sterblichkeit anfangs sehr hoch, zumeist verursacht durch Piroplasmen, denen fast ein Viertel der neu eingeführten Tiere zum Opfer fielen, gefolgt von Wolfsangriffen, hier mit rund 16 % unter den Fohlen. Der Bestand nahm aber wie im Großen Gobi-B-Schutzgebiet zu, im Jahr 2000 lebten dadurch bereits 122 Tiere in freier Wildbahn, verteilt auf neun Gruppen. Nur rund fünf Jahre später war die Anzahl auf 168 Pferde in 15 Verbänden angewachsen. Die Gesamtzahl im Jahr 2020 betrug 380 Individuen, die größte freilebende Population des Przewalski-Pferdes.

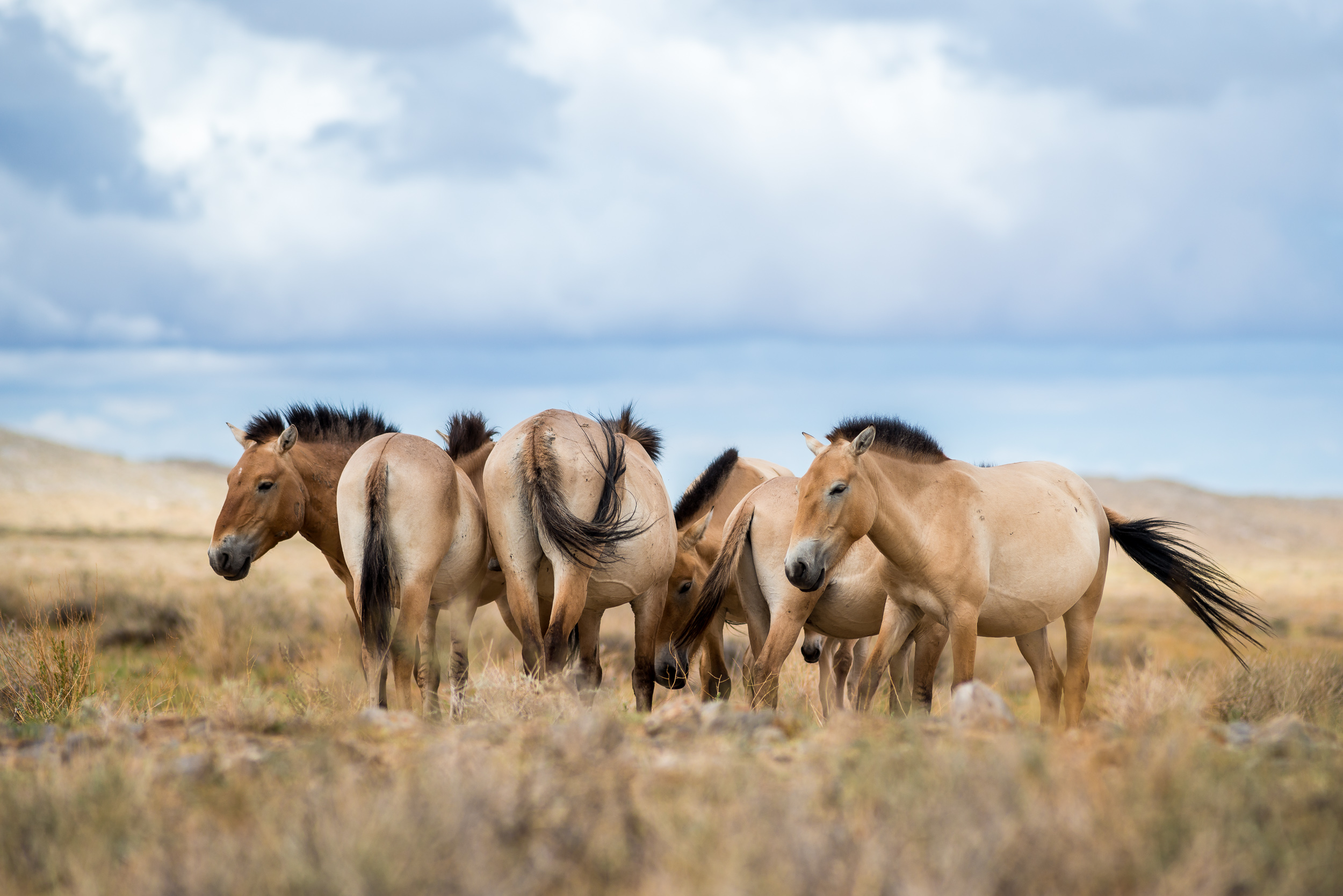
Ausgewilderte Gruppe des Przewalski-Pferdes in Chomin-Tal

Die Initiative zur Auswilderung des Przewalski-Pferdes in Chomin-Tal geht auf eine französisch-mongolische Kooperation zurück, gestartet durch den französischen WWF. Das Gebiet liegt am Rand des Nationalparks Char Us Nuur und wird weidewirtschaftlich genutzt. Die Landschaft umfasst zahlreiche Seen und Flüsse, im Süden grenzen Sanddünen an. Die Gründergruppe aus dem Jahr 2004 bestand aus rund einem Dutzend Tiere, weitere zehn folgten im Jahr darauf. Sie leben in Chomin-Tal aber nicht vollständig frei, sondern sind auf einem eingezäunten Gelände von rund 140 km² untergebracht. Für das Jahr 2018 wurden insgesamt 78 Tiere gemeldet.
Weitere Projekte bestehen in China. Sie sind im Norden des Landes beheimatet und befinden sich dadurch in unmittelbarer Nähe zu den letzten Vorkommen des Przewalski-Pferdes. Der Start datiert in die Mitte der 1980er Jahre, nachdem mehrere Expeditionen auf der Suche nach der Art erfolglos verliefen. Das „Wildpferd-Zuchtzentrum“ in Jimsar in der Autonomen Region Xinjiang ist ein 6 km² großes umzäuntes Gelände. Die Zucht startete mit zwei Dutzend Tieren aus amerikanischen und europäischen Stationen. Die Anzahl steigerte sich bis zum Jahr 2006 auf 142 und auf über 400 im Jahr 2018. Die Tiere werden täglich gefüttert und versorgt. Durch ihr trockenes, wüstenhaftes Klima und die teils starken menschlichen Aktivitäten ist die Region eher ungeeignet für das Przewalski-Pferd. Eine erste Freilassung erfolgte daher im Jahr 2001 im Kalameili-Reservat in rund 150 km Entfernung. Aufgrund der harschen Winter in der Region mussten die Tiere wieder eingefangen werden. Seitdem verbringen sie nur die Sommermonate in freier Wildbahn und werden im Winter in die Gehege zurückgebracht. Das Reservat, das eine Fläche von 12.800 km² einnimmt, ist ebenfalls mit einzelnen Problemen behaftet, da es von einer Schnellstraße gequert wird, der bereits einzelne Tiere zum Opfer fielen, und Teile des Gebietes für den Abbau von Kohle genutzt werden. Trotzdem gelang es, eine wachsende Zucht aufzubauen. Daneben wird in der Nähe von Wuwei in der Provinz Gansu eine Zuchtstation betrieben. Die Arbeiten hier begannen 1988, allerdings wurden kaum Ergebnisse veröffentlicht, Ende der 2010er Jahre lebten dort aber rund 60 Tiere. Die Zuchtbedingungen waren jedoch ähnlich wie im „Wildpferd-Zuchtzentrum“ in Jimsar.

#### Sonstige Ansiedlungsprojekte
Außerhalb des historisch bekannten Verbreitungsgebietes konnten sich einige weitere Ansiedlungen etablieren. In Zentralasien findet sich eine im Altyn-Emel-Nationalpark in Kasachstan, die im Jahr 2003 auf Betreiben des Münchener Tierparks Hellabrunn gegründet wurde. In dem 5200 km² großen Schutzgebiet waren zuvor Kulane erfolgreich angesiedelt worden. Die kasachische Gruppe des Przewalski-Pferdes ist dadurch beeinträchtigt, dass alle Individuen aus einer Zuchtlinie stammen. Eine weitere wurde bei Buchara in Usbekistan ins Leben gerufen, sie umfasst bis zu 30 Tiere.
Europa gehörte mit hoher Wahrscheinlichkeit nicht zum ursprünglichen Verbreitungsgebiet des Przewalski-Pferdes. Dennoch sind einzelne Ansiedlungen in Reservaten zu verzeichnen. Im Jahr 1998 wurden 21 Individuen in einer rund 2070 km² großen, nahezu menschenleeren Sperrzone in der Umgebung des ukrainischen Kernkraftwerks Tschernobyl ausgewildert. Das Projekt dient der Renaturierung der durch die Nuklearkatastrophe von 1986 verseuchten Landschaft. 2018 lebten rund 150 Pferde im ukrainischen Teil der Sperrzone.
Im Rahmen eines Förderprojektes von UNDP-GEF wurde durch Einbindung eines ehemaligen militärischen Übungsgebietes in das Orenburger Naturreservat ein weiteres, gut 165 km² großes Refugium einer weitgehend ursprünglichen Steppenlandschaft westlich des Urals („Vor-Ural-Steppe“) geschaffen, das bis zum Jahr 2030 rund 150 Pferden eine Heimstatt bieten soll. Die Idee entstand bereits im Jahr 2002. Eine erste Version, bezeichnet als „Orenburg Tarpania“, schloss eine freilebende Pferdegruppe ein, was aber gegenwärtig nicht weiter verfolgt wird. Die Initiative „Orenburg Reserves“ wiederum fördert eine halbwild lebende Population des Przewalski-Pferdes. Die ersten Pferde wurden im Jahr 2015 eingeführt.
Relativ bedeutend ist die Population in der Hortobágy-Puszta in Ungarn. Diese Puszta ist das größte mitteleuropäische Steppengebiet und dehnt sich über 1000 km² aus. Gemeinsam mit dem Kölner Zoo und der Nationalparkverwaltung von Hortobágy wird hier seit dem Jahr 1997 eine Population des Przewalski-Pferdes mit natürlicher Alters- und Geschlechtsstruktur aufgebaut, die ein Areal von rund 24 km² nutzt. Mittlerweile umfasst der Bestand gut 280 Individuen. Forschungsfelder betreffen die Nahrungsökologie und die soziale Organisation der Tiere. Es werden aus diesem Projekt Erkenntnisse erhofft, die die Auswilderung und Wiederansiedlung im ursprünglichen Verbreitungsgebiet unterstützen. Die Anpassungsschwierigkeiten, die die aus der Zootierhaltung stammenden Tiere an die Gegebenheiten in Hortobágy hatten, zeigten auch, dass die in der Zootierhaltung erwünschten Eigenschaften wie verminderter Fluchttrieb und geringere Aggressivität die Tiere bei der Auswilderung beeinträchtigen. Während bei den ehemaligen Zootieren deshalb große Eingewöhnungsschwierigkeiten auftraten, haben sich die in Hortobágy geborenen Fohlen gut an ihre natürlichen Lebensraumbedingungen in der ungarischen Steppe angepasst.

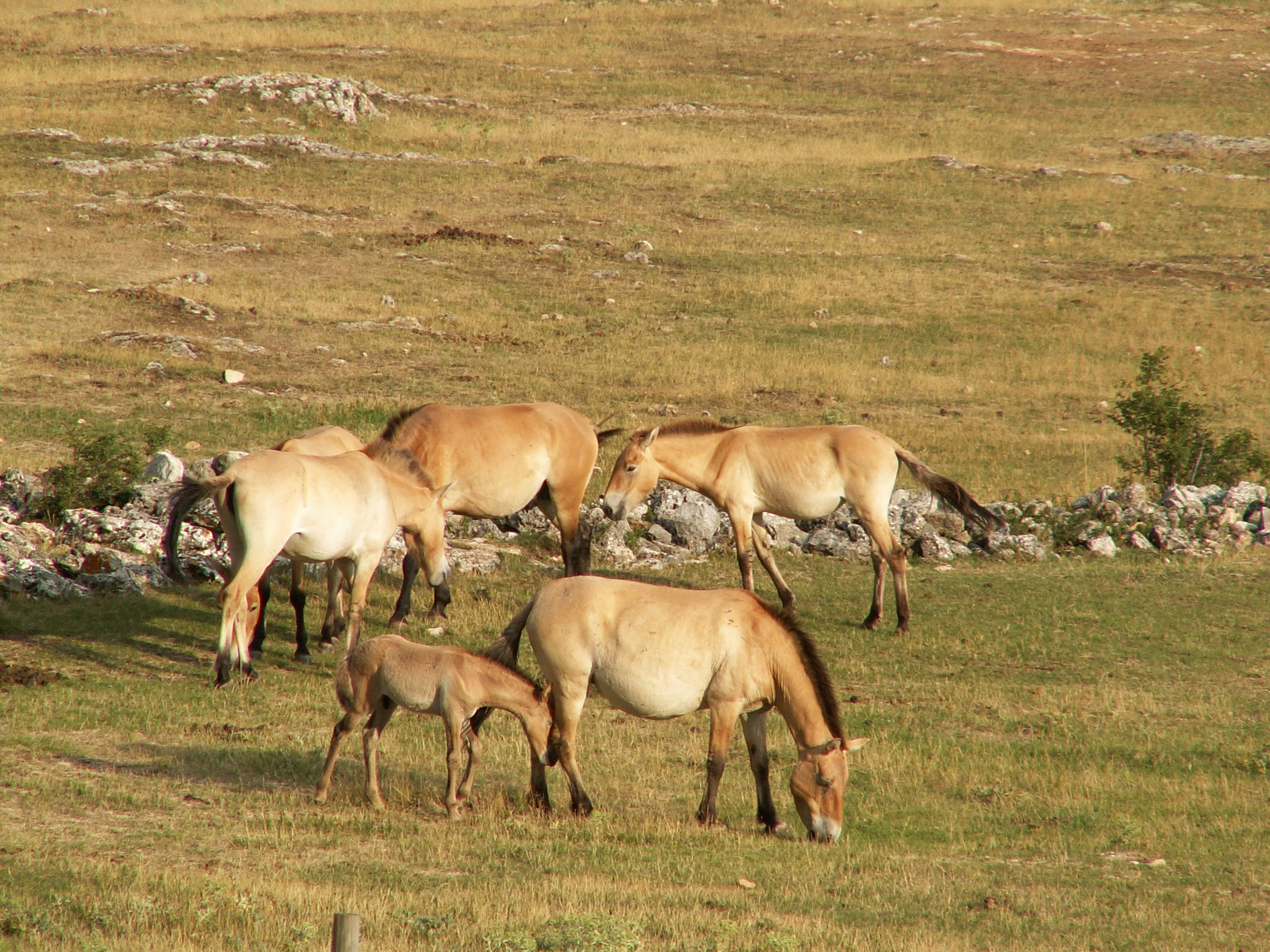
Gruppe des Przewalski-Pferdes in Le Villaret

Eng mit dem Projekt in Chomin-Tal in der Mongolei verknüpft ist das Reservat von Le Villaret im südlichen Frankreich. Es wurde zwischen 1993 und 1994 aufgebaut und umfasst 5 km². Auch wenn die Kapazitäten gering sind und der Untergrund durch den anstehenden Kalkstein wenig optimal, so soll einerseits die Landschaft der ehemals durch Schafzucht übergrasten Gebiete erhalten werden, andererseits fanden hier die Vorbereitungen für die Tiere statt, die in Chomin-Tal ausgewildert wurden. Das Vereinigte Königreich ist mit Cloacaenog Forest im nördlichen Wales und mit Eelmoor Marsh im südlichen England zu nennen.
Auch in Mitteleuropa bestehen einige Kleinreservate von einigen Hektar bis wenigen Quadratkilometer Größe. Sie verteilen sich zum Teil auf Schutzgebiete oder wurden auf ehemaligen Truppenübungsplätzen errichtet. Hervorzuheben sind unter anderem der Nationalpark Neusiedler See–Seewinkel in Österreich sowie Tennenlohe in Franken, Schorfheide bei Berlin und Sprakel in Westfalen. Eine Population aus sechs Stuten und 16 Wallachen des Przewalski-Pferdes wurde des Weiteren in der 18 km² großen Kernzone der Döberitzer Heide zusammen mit Wisenten und Rothirschen aufgebaut. Die Tiere sollen dort weitgehend unbeeinflusst vom Menschen leben.

### Bedrohung und Schutz
Bis Mitte der 1990er Jahre wurde das Przewalski-Pferd von der IUCN als „in der Natur ausgestorben“ (extinct in the wild) eingestuft. Mit den Auswilderungen in der Mongolei änderte die Naturschutzorganisation den Status in „vom Aussterben bedroht“ (critically endangered). Gegenwärtig (Stand 2020) gilt die Art als „stark gefährdet“ (endangered). Als größte Gefährdungsfaktoren werden die geringe Populationsgröße, das eingeschränkte Verbreitungsgebiet und die mögliche Hybridisierung mit dem Hauspferd angesehen. Eine weitere Rolle spielen die geringe genetische Diversität und die Anfälligkeit für Krankheiten. Durch die geringe Bestandsgröße ist das Przewalski-Pferd auch nicht beeinflussbaren Faktoren wie strengen Wintern ausgesetzt, die einzelne Gruppen stark bedrängen können. Die früher aktive Jagd, die zum Aussterben der Tiere in freier Wildbahn beitrug, hat heute keine Bedeutung. In der Mongolei ist das Przewalski-Pferd streng geschützt. Es kommt ausschließlich in Schutzgebieten vor. Wurde für das Jahr 2014 der weltweite Bestand mit knapp 2000 Individuen angegeben, erreichte er knapp eine Dekade später die 2500er-Marke. Davon lebten 1360 in freier Wildbahn und rund 1020 in menschlicher Obhut.